# Segundo Império Búlgaro
O Segundo Império Búlgaro (em búlgaro médio: Ц(а)рьство бл(ъ)гарское;   em búlgaro: Второ българско царство) foi um estado medieval búlgaro   que existiu entre 1185 e 1396.  Sucessor do Primeiro Império Búlgaro,    atingiu o auge do seu poder sob os czares Joanitzes e João Asen II antes de ser gradualmente conquistado pelos otomanos no final do século XIV.
Até 1256, o Segundo Império Búlgaro foi a potência dominante nos Bálcãs, derrotando o Império Bizantino em várias batalhas importantes. Em 1205, o Imperador Joanitzes derrotou o recém-estabelecido Império Latino na Batalha de Adrianópolis. Seu sobrinho João Asen II derrotou o Despotado do Epiro e fez da Bulgária uma potência regional novamente. Durante seu reinado, a Bulgária se espalhou do Adriático até o Mar Negro e a economia floresceu. No final do século XIII, no entanto, o Império entrou em declínio devido às constantes invasões de mongóis, bizantinos, húngaros e sérvios, bem como à agitação interna e revoltas. O século XIV viu uma recuperação e estabilidade temporárias, mas também o auge do feudalismo balcânico, à medida que as autoridades centrais gradualmente perdiam poder em muitas regiões. A Bulgária foi dividida em três partes na véspera da invasão otomana.
Apesar da forte influência bizantina, artistas e arquitetos búlgaros criaram seu próprio estilo distinto. No século XIV, a cultura, a literatura, a arte e a  arquitetura búlgaras floresceram.  A capital Tarnovo, que era considerada uma "Nova Constantinopla", tornou-se o principal centro cultural do país e o centro do mundo ortodoxo oriental para os búlgaros contemporâneos.  Após a conquista otomana, muitos clérigos e estudiosos búlgaros emigraram para a Sérvia, Valáquia, Moldávia e principados russos, onde introduziram a cultura búlgara, livros e ideias hesicastas. 

## Nomenclatura
O nome mais frequentemente usado para o império pelos contemporâneos era Bulgária, como o estado se autodenominava.  Durante o reinado de Joanitzes / Kaloyan, o estado era às vezes conhecido como sendo de búlgaros e valáquios. O Papa Inocêncio III e outros estrangeiros, como o Imperador Latino Henrique, mencionaram o estado como Bulgária e Império Búlgaro em cartas oficiais.  
Na historiografia moderna, o estado é chamado de Segundo Império Búlgaro, Segundo Czarado Búlgaro ou Segundo Reino Búlgaro para distingui-lo do Primeiro Império Búlgaro.  Um nome alternativo usado em conexão com o período pré-meados do século XIII é o Império dos Valáquios e Búlgaros;  nomes variantes incluem o Império Valáquio-Búlgaro, o Império Búlgaro-Valáquio,  ou o Império Romeno-Búlgaro; o último nome foi usado exclusivamente na historiografia romena. 
No entanto, as crônicas árabes do século XIII usaram apenas o nome de Valáquia em vez de Bulgária e deram as coordenadas árabes da Valáquia e especificaram que a Valáquia era chamada de "al-Awalak" e os moradores "ulaqut" ou "ulagh". 

## Antecedentes
Em 1018, quando o imperador bizantino Basílio II (r. 976–1025) conquistou o Primeiro Império Búlgaro, ele o governou com cautela. O sistema tributário existente, [a] as leis e o poder da nobreza de baixa patente permaneceram inalterados até sua morte em 1025. O Patriarcado Búlgaro autocéfalo foi subordinado ao Patriarca Ecumênico em Constantinopla e rebaixado a um arcebispado centralizado em Ocrida, mantendo sua autonomia e dioceses. Basílio nomeou o búlgaro João I Debranin como seu primeiro arcebispo, mas seus sucessores foram bizantinos. A aristocracia búlgara e os parentes do czar receberam vários títulos bizantinos e foram transferidos para as partes asiáticas do Império.   Apesar das dificuldades, a língua, a literatura e a cultura búlgaras sobreviveram; os textos sobreviventes do período referem-se e idealizam o Império Búlgaro.  A maioria dos territórios recentemente conquistados foram incluídos nos temas da Bulgária, Sirmio e Paristrião.
À medida que o Império Bizantino declinava sob os sucessores de Basílio, as invasões dos pechenegues e o aumento dos impostos contribuíram para aumentar o descontentamento, o que resultou em várias revoltas importantes em 1040-41, nas décadas de 1070 e 1080. O centro inicial da resistência foi o tema da Bulgária, no que hoje é a Macedônia, onde ocorreram a revolta massiva de Pedro Deliano (1040–41) e a revolta de Jorge, o Boitaco (1072). Ambos foram reprimidos com grande dificuldade pelas autoridades bizantinas.  Estas foram seguidas por rebeliões em Parístrio e na Trácia.  Durante a Restauração Comnena e a estabilização temporária do Império Bizantino na primeira metade do século XII, os búlgaros foram pacificados e nenhuma grande rebelião ocorreu até o final do século.

## História

### Rebelião
O governo desastroso do último imperador comneno, Andrônico I (r. 1183–1185), piorou a situação do campesinato e da nobreza búlgaros. O primeiro ato do seu sucessor Isaque II Ângelo foi impor um imposto extra para financiar o seu casamento.  Em 1185, dois irmãos aristocratas de Tarnovo, Teodoro e Asen, pediram ao imperador que lhes fornecesse uma pronoia relativamente pobre nas Montanhas Balcânicas, em troca de serviço militar. O imperador recusou, resultando numa discussão acalorada que levou Asen a ser atingido no rosto.  Ao retornar a Tarnovo, os irmãos encomendaram a construção de uma igreja dedicada a São Demétrio de Salônica. Eles mostraram à população um ícone célebre do santo, que, segundo eles, havia deixado Tessalônica para apoiar a causa búlgara e convocado uma rebelião. Esse ato teve o efeito desejado na população religiosa, que se envolveu entusiasticamente em uma rebelião contra os bizantinos. Teodoro, o irmão mais velho, foi coroado Imperador da Bulgária sob o nome de Pedro IV, em homenagem ao santo Pedro I (r.927–969).[b]  Quase toda a Bulgária ao norte dos Montes Balcãs — a região conhecida como Mésia — imediatamente se juntou aos rebeldes, que também garantiram a assistência dos cumanos, uma tribo turca que habitava terras ao norte do rio Danúbio . Os cumanos logo se tornaram uma parte importante do exército búlgaro, desempenhando um papel importante nos sucessos que se seguiram.   Assim que a rebelião eclodiu, Pedro IV tentou tomar a antiga capital de Preslav, mas falhou; ele declarou Tarnovo a capital da Bulgária. 

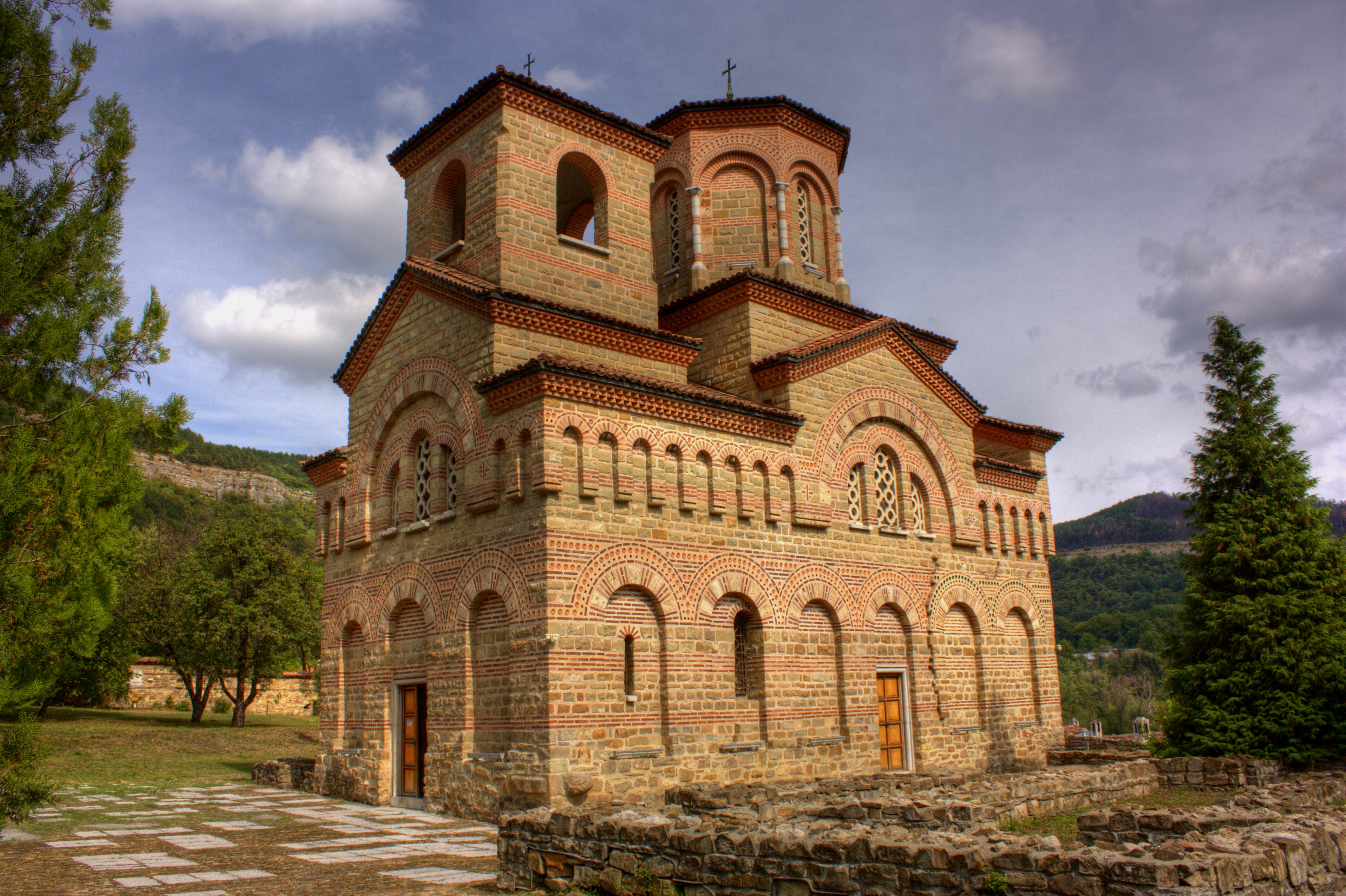
A Igreja de São Demétrio em Tarnovo, construída por Asen e Pedro no início da revolta

Da Mésia, os búlgaros lançaram ataques no norte da Trácia enquanto o exército bizantino lutava com os normandos, que haviam atacado as possessões bizantinas nos Bálcãs Ocidentais e saqueado Tessalônica, a segunda maior cidade do Império. Os bizantinos reagiram em meados de 1186, quando Isaac II organizou uma campanha para esmagar a rebelião antes que ela se espalhasse ainda mais. Os búlgaros garantiram as passagens, mas o exército bizantino encontrou seu caminho através das montanhas devido a um eclipse solar.   Quando os bizantinos chegaram às planícies, os rebeldes não arriscaram um confronto com a força maior e mais bem organizada. Pedro IV fingiu que estava disposto a se submeter, enquanto Asen viajou para o norte do Danúbio para formar um exército. Satisfeito, o imperador bizantino queimou as colheitas dos búlgaros e retornou a Constantinopla. Pouco depois, Asen cruzou novamente o Danúbio com reforços cumanos, declarando que continuaria a luta até que todas as terras búlgaras fossem libertadas.  Um novo exército bizantino foi reunido sob o comando do tio do imperador, João Ducas Ângelo, mas como Isaac II temia ser deposto, Ducas foi substituído por João Cantacuzeno, um homem cego inelegível para o trono. Os búlgaros atacaram o acampamento de Cantacuzeno durante a noite, matando um grande número de soldados.   Em meados de 1186, outro exército sob o comando do general Aleixo Branas foi enviado. No entanto, em vez de lutar contra os rebeldes, Branas voltou-se para Constantinopla para reivindicar o trono para si; ele foi assassinado pouco depois.  Aproveitando o caos, os búlgaros invadiram o norte da Trácia, saqueando o campo antes que as forças bizantinas pudessem contra-atacar. Numa ocasião, os dois exércitos confrontaram-se perto da fortaleza de Lardea numa batalha indecisa; os búlgaros mantiveram os seus saques e recuaram sem problemas para o norte das montanhas dos Balcãs. 
No final de 1186, Isaque II lançou sua segunda campanha contra a Bulgária. Seu exército foi forçado a passar o inverno em Sófia, dando aos búlgaros tempo para se prepararem para a invasão. No início do ano seguinte, os bizantinos sitiaram Lovech, mas não conseguiram tomá-la; eles assinaram um armistício que reconheceu de fato a independência búlgara.    Em 1189, quando o líder da Terceira Cruzada, o imperador Frederico I Barbarossa, estava à beira da guerra com os bizantinos, Asen e Pedro IV lhe ofereceram um exército de 40.000 homens em troca de reconhecimento oficial, mas as relações entre os cruzados e os bizantinos acabaram melhorando. Em 1190, Isaque II liderou outra campanha antibúlgara que terminou em uma derrota catastrófica no Passo de Triavna. O imperador escapou por pouco com vida; o tesouro imperial, incluindo a coroa e a cruz, foi capturado pelos búlgaros vitoriosos.  Após o sucesso, Asen foi coroado imperador e ficou conhecido como João Asen I.  Pedro IV renunciou voluntariamente para dar lugar ao seu irmão mais enérgico; Pedro IV manteve o seu título, mas Ivan Asen assumiu a autoridade. 
Nos quatro anos seguintes, o foco da guerra mudou para o sul das montanhas dos Balcãs. A estratégia de João Asen de atacar rapidamente em diferentes locais deu resultado, e ele logo assumiu o controle das importantes cidades de Sófia e Niš, a sudoeste, abrindo caminho para a Macedônia.  Em 1194, os bizantinos reuniram uma enorme força composta pelos exércitos oriental e ocidental, mas foram derrotados na Batalha de Arcadiópolis . Incapaz de resistir, Isaque II tentou aliar-se ao rei húngaro Bela III e fazer um ataque conjunto contra a Bulgária, mas foi deposto e cegado por seu irmão Aleixo III Ângelo.  Os bizantinos tentaram negociar a paz, mas Ivan Asen exigiu a devolução de todas as terras búlgaras e a guerra continuou. Em 1196, o exército bizantino foi novamente derrotado em Serres, bem ao sul. Ao retornar a Tarnovo, João Asen foi assassinado por seu primo Ivanko, supostamente em uma conspiração inspirada por Constantinopla.  Pedro IV sitiou Tarnovo e Ivanko fugiu para o Império Bizantino, onde foi nomeado governador de Filipópolis. Pedro IV foi assassinado menos de um ano após a morte de seu irmão. 

### Ascensão

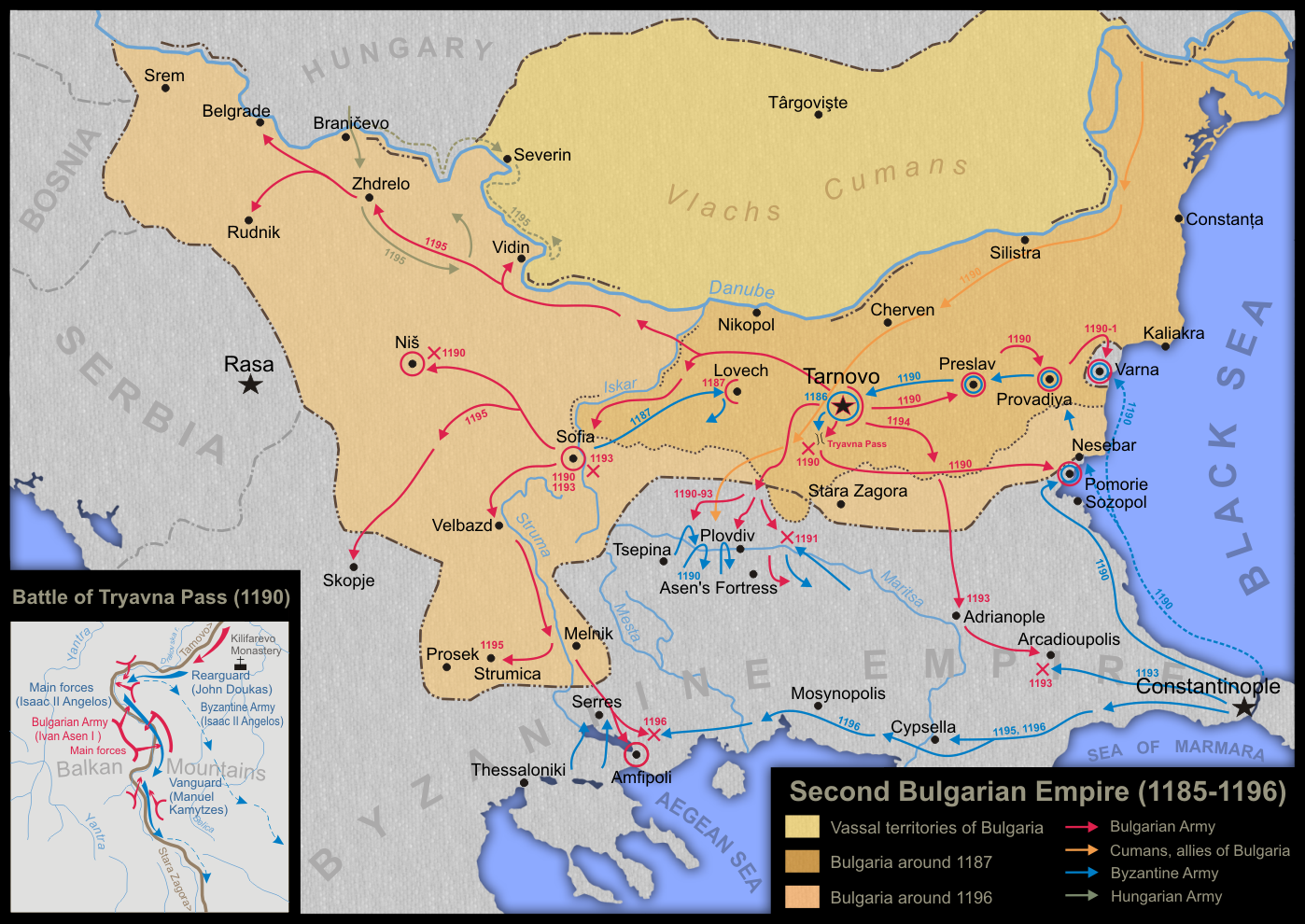
Um mapa do Império Búlgaro, mostrando a extensão territorial e as campanhas entre 1185 e 1197

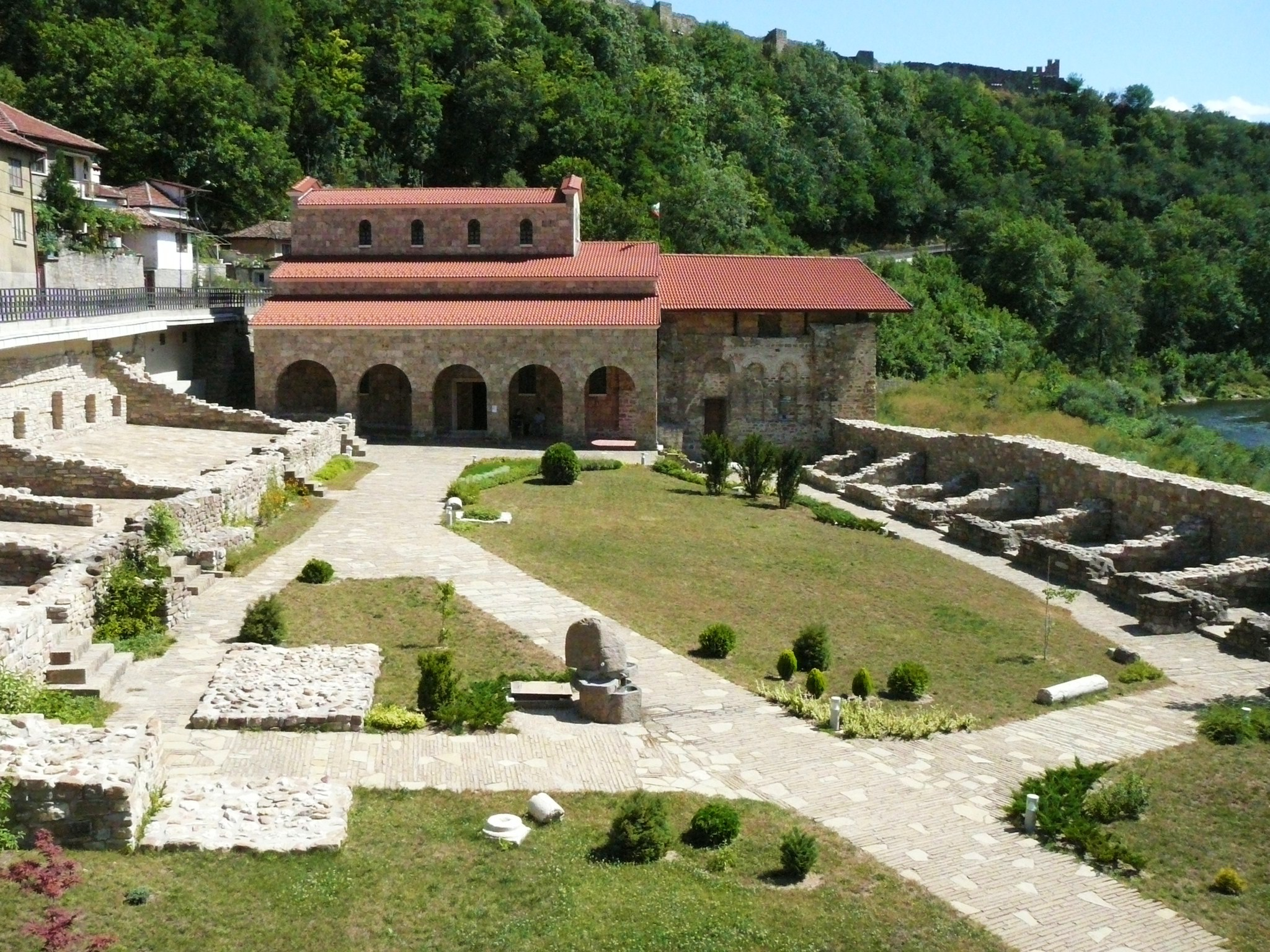
A Igreja dos Santos Quarenta Mártires onde Kaloyan foi enterrado

O trono foi sucedido por Kaloyan, irmão mais novo de Asen e Pedro IV. Um governante ambicioso e implacável, ele queria obter reconhecimento internacional e completar a libertação da Bulgária. Kaloyan também queria vingança contra os bizantinos por cegarem 14.000 soldados do imperador Samuel. Kaloyan se autodenominou Romanoktonos (matador de romanos) em homenagem a Basílio II, que era chamado de Bulgaroktonos (matador de búlgaros).  Ele rapidamente se aliou ao assassino de seu irmão, Ivanko. Os bizantinos mataram Ivanko, mas os búlgaros tomaram a cidade de Constança . Em 1201, Kaloyan capturou Varna, a última fortaleza bizantina na Mésia, que era defendida por uma grande guarnição. Apesar de capturar a cidade na Páscoa, Kaloyan ordenou que todos os bizantinos fossem jogados no fosso.  Ele então negociou a paz com os bizantinos, garantindo ganhos búlgaros no início de 1202.  Enquanto os búlgaros estavam ocupados no sul, o rei húngaro André II e seu vassalo sérvio Vukan anexaram Belgrado, Braničevo e Niš, mas depois de negociar a paz, Kaloyan voltou sua atenção para o noroeste. Em 1203, os búlgaros expulsaram os sérvios de Niš, derrotaram o exército húngaro em várias batalhas ao longo do vale do rio Morava e reconquistaram seu antigo território. 
Kaloyan sabia que os bizantinos nunca reconheceriam seu título imperial; ele iniciou negociações com o Papa Inocêncio III. Ele baseou as reivindicações em seus predecessores no Primeiro Império Búlgaro; Simeão I, Pedro I e Samuel.  O Papa estava disposto a reconhecer Kaloyan como rei com a condição de que a Igreja Búlgara se submetesse a Roma. Após longas negociações nas quais ambos agiram diplomaticamente, mas sem mudar suas posições, Kaloyan foi coroado rei no final de 1204. O Arcebispo Basílio foi proclamado Primaz. Kaloyan não tinha intenção de se submeter a essa decisão; ele enviou ao Papa uma carta expressando sua gratidão pelo título imperial que havia recebido e pela elevação da Igreja Búlgara a Patriarcado. Eventualmente, o Papado aceitou tacitamente a posição búlgara em relação ao título imperial.    A união entre a Bulgária e Roma permaneceu estritamente oficial; os búlgaros não mudaram seus ritos e tradições ortodoxas. 

Um mapa que mostra a maior extensão territorial do Segundo Império Búlgaro durante o reinado de João Asen II (1218–1241)

Vários meses antes da coroação de Kaloyan, os líderes da Quarta Cruzada se voltaram contra o Império Bizantino e capturaram Constantinopla, criando o Império Latino. Os búlgaros tentaram estabelecer relações amigáveis com os latinos, mas foram rejeitados e os latinos reivindicaram suas terras, apesar do reconhecimento papal. Diante de um inimigo comum, Kaloyan e a aristocracia bizantina na Trácia fizeram uma aliança e esta prometeu que aceitaria Kaloyan como seu imperador.   A batalha decisiva entre o exército búlgaro e os cruzados ocorreu em 14 de abril de 1205, em Adrianópolis, na qual os latinos foram derrotados e seu imperador Balduíno I foi capturado. A batalha foi um golpe para o recém-fundado Império Latino, que mergulhou no caos.   Após a vitória, os búlgaros retomaram a maior parte da Trácia, incluindo a importante cidade de Filipópolis. Os sucessos inesperados dos búlgaros fizeram com que a nobreza bizantina conspirasse contra Kaloyan e se aliasse aos latinos.  A conspiração em Tarnovo foi rapidamente descoberta; Kaloyan fez represálias brutais contra os bizantinos na Trácia. A campanha contra os latinos também continuou; em 1206, os búlgaros foram vitoriosos na batalha de Rusião e conquistaram várias cidades na Trácia Oriental. No ano seguinte, Bonifácio I, o rei de Salônica, foi morto em batalha, mas Kaloyan foi assassinado antes que pudesse iniciar o ataque à capital. 
Kaloyan foi sucedido por seu primo Boril, que tentou seguir as políticas de seu antecessor, mas não teve capacidade. Seu exército foi derrotado pelos latinos em Filipópolis, revertendo a maior parte dos ganhos de Kaloyan. Boril não conseguiu manter a integridade do império; seu irmão Estrácio tomou a maior parte da Macedônia para si, Aleixo Eslavo separou seu território nos Ródopes; em troca de ajuda para reprimir uma grande rebelião em 1211, Boril foi forçado a ceder Belgrado e Braničevo para a Hungria. Uma campanha contra a Sérvia em 1214 também terminou em derrota.  

Eu travei a guerra na Romania [c], derrotei o exército grego e capturei o próprio Senhor Imperador Teodoro Comneno e todos os seus boiardos. E conquistei todas as terras de Adrianópolis a Durazzo, gregas, sérvias e albanesas.. Os francos [c] detém apenas as cidades nas proximidades da própria Constantinopla. Mas mesmo elas [essas cidades] estão sob a autoridade do meu império, uma vez que não têm outro imperador além de mim, e somente graças a mim elas sobrevivem, pois assim Deus decretou.

—Inscrição de Tarnovo de João Asen II na Igreja dos Santos Quarenta Mártires após a Batalha de Klokotnitsa.

Como resultado do crescente descontentamento com sua política, Boril foi deposto em 1218 por João Asen II, filho de João Asen I, que viveu no exílio após a morte de Kaloyan.  Após sua coroação, Ivan Asen II organizou um casamento com Anna Maria, filha do rei húngaro André II, e recebeu as cidades capturadas de Belgrado e Braničevo como dote. Ele então assinou uma aliança com Teodoro Comneno, governante do mais poderoso estado sucessor bizantino, o Despotado do Epiro. Com sua fronteira norte garantida pelo tratado, Teodoro Comneno conquistou Salônica, reduzindo significativamente o tamanho do Império Latino. Em 1225, Teodoro proclamou-se imperador.  Em 1228, a situação dos latinos tornou-se desesperadora; eles entraram em negociações com a Bulgária, prometendo um casamento entre o imperador menor de idade Balduíno II e a filha de João Asen II, Helena. Este casamento teria feito do imperador búlgaro um regente em Constantinopla, mas entretanto os latinos ofereceram a regência ao nobre francês João de Brienne.  Preocupado com as ações dos búlgaros, enquanto marchava sobre Constantinopla em 1230, Teodoro Comneno invadiu a Bulgária com um enorme exército. Surpreso, João Asen II reuniu uma pequena força e se deslocou para o sul para enfrentá-los. Em vez de uma bandeira, ele usou o tratado de paz com o juramento e o selo de Teodoro presos em sua lança e obteve uma grande vitória na Batalha de Klokotnitsa. Teodoro Comneno foi capturado junto com toda a sua corte e a maioria das tropas sobreviventes.    João Asen II libertou todos os soldados comuns e marchou para os territórios controlados pelos Epirotes, onde todas as cidades e vilas, de Adrianópolis a Durazzo, no Mar Adriático, se renderam e reconheceram seu governo. O irmão de Teodoro, Miguel II Comneno Ducas, foi autorizado a governar em Salônica sobre as áreas do sul do despotado como vassalo búlgaro.   É possível que a Sérvia tenha aceitado a soberania búlgara naquela época para combater a ameaça da Hungria católica. 
Em 1231, quando João de Brienne chegou a Constantinopla, João Asen II aliou-se ao Império Niceno contra os latinos. Depois que os nicenos reconheceram o Patriarcado Búlgaro em 1235, João Asen II rompeu sua união com o Papado. A campanha conjunta contra os latinos foi bem-sucedida, mas eles não conseguiram capturar Constantinopla. Com a morte de João de Brienne dois anos depois, João Asen II — que poderia ter-se tornado novamente regente de Balduíno II — decidiu pôr fim à sua cooperação com Niceia.  A sua decisão baseou-se ainda na suposição de que, após um sucesso aliado, Constantinopla tornar-se-ia novamente o centro de um Império Bizantino restaurado, com a dinastia Nicena como casa governante.  A cooperação búlgaro-latina durou pouco; João Asen II permaneceu em paz com seus vizinhos do sul até o fim de seu reinado. Pouco antes de sua morte em 1241, João Asen II derrotou parte do exército mongol que retornava ao leste após um ataque devastador à Polônia e à Hungria. 

### Declínio

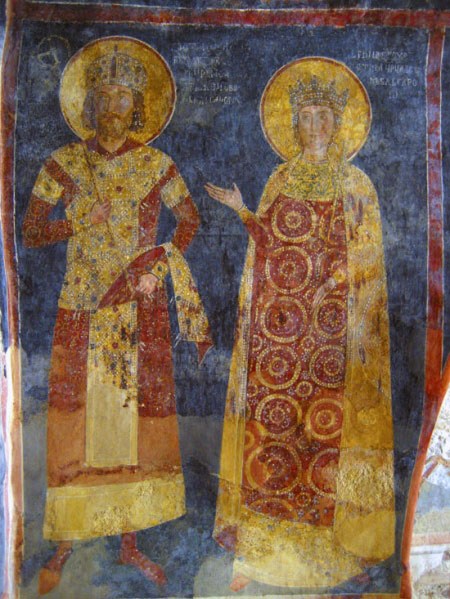
Imperador Constantino Tico e sua primeira esposa Irene, afresco da Igreja de Boiana

João Asen II foi sucedido por seu filho pequeno Colomano I. Apesar do sucesso inicial contra os mongóis, a regência do novo imperador decidiu evitar novos ataques e optou por pagar-lhes tributo.  A falta de um monarca forte e as crescentes rivalidades entre a nobreza fizeram com que a Bulgária declinasse rapidamente. Seu principal rival, Niceia, evitou os ataques mongóis e ganhou poder nos Bálcãs.  Após a morte de Colomano I, de 12 anos, em 1246, o trono foi sucedido por vários governantes com reinados curtos. A fraqueza do novo governo foi exposta quando o exército niceno conquistou grandes áreas no sul da Trácia, nas Ródopes e na Macedônia — incluindo Adrianópolis, Tsepina, Stanimaka, Melnik, Serres, Escópia e Ocrida — encontrando pouca resistência. Os húngaros também exploraram a fraqueza búlgara, ocupando Belgrado e Braničevo.   Os búlgaros reagiram apenas em 1253, invadindo a Sérvia e reconquistando os Ródopes no ano seguinte. Entretanto, a indecisão de Miguel II Asen permitiu que os nicenos recuperassem todo o território perdido, com exceção de Tsepina. Em 1255, os búlgaros reconquistaram rapidamente a Macedónia, cuja população búlgara preferia o governo de Tarnovo ao dos nicenos.  Todos os ganhos foram perdidos em 1256, depois que o representante búlgaro Rostislau  traiu sua causa e reafirmou o controle niceno sobre as áreas disputadas.   Este grande revés custou a vida do imperador e levou a um período de instabilidade e guerra civil entre vários pretendentes ao trono até 1257, quando o boiardo de Skopje Constantino Tico emergiu como vencedor. 
O novo imperador teve que lidar com diversas ameaças estrangeiras. Em 1257, os latinos atacaram e tomaram Messembria, mas não conseguiram manter a cidade. Mais séria era a situação no noroeste, onde os húngaros apoiavam Rostislau, o autoproclamado imperador da Bulgária em Vidin . Em 1260, Constantino Tico recuperou Vidin e ocupou o Banato de Severin, mas no ano seguinte um contra-ataque húngaro forçou os búlgaros a recuar para Tarnovo, devolvendo Vidin a Rostislau.  A cidade logo foi controlada pelo nobre búlgaro Jacó Esvetoslau, mas em 1266 ele também se autointitulou imperador.  A restauração do Império Bizantino sob o ambicioso Miguel VIII Paleólogo piorou ainda mais a situação da Bulgária. Uma grande invasão bizantina em 1263 levou à perda das cidades costeiras de Messembria e Anchialus, e de várias cidades na Trácia, incluindo Filipópolis.  Incapaz de resistir eficazmente, Constantino Tico  organizou uma campanha conjunta búlgaro-mongol, mas depois de devastar a Trácia, os mongóis retornaram ao norte do Danúbio.  O imperador ficou aleijado após um acidente de caça no início da década de 1260 e caiu sob a influência de sua esposa Maria Paleóloga, cujas intrigas constantes alimentavam divisões entre a nobreza. 

Império Búlgaro (em verde escuro) e Sudeste da Europa em 1265

Constantes ataques mongóis, dificuldades econômicas e a doença do imperador levaram a uma grande revolta popular no nordeste em 1277. O exército rebelde, liderado pelo pastor de porcos Ivaylo, derrotou os mongóis duas vezes, aumentando muito a popularidade de Ivaylo. Ivaylo então atacou e derrotou o exército regular sob o comando de Constantino Tico. Ele matou pessoalmente o imperador, alegando que este não fez nada para defender sua honra.   Temendo uma revolta em Bizâncio e disposto a explorar a situação, o imperador Miguel VIII enviou um exército liderado por João Asen III, um pretendente búlgaro ao trono, mas os rebeldes chegaram primeiro a Tarnovo. A viúva de Constantino Tico, Maria, casou-se com Ivaylo e ele foi proclamado imperador. Após o fracasso dos bizantinos, Miguel VIII voltou-se para os mongóis, que invadiram Dobrudzha e derrotaram o exército de Ivaylo, forçando-o a recuar para Drastar, onde resistiu a um cerco de três meses.    Após sua derrota, Ivaylo foi traído pela nobreza búlgara, que abriu os portões de Tarnovo para Ivan Asen III. No início de 1279, Ivaylo rompeu o cerco em Drastar e sitiou a capital. Os bizantinos enviaram um exército de 10.000 homens para socorrer Ivan Asen III, mas sofreram derrota para Ivaylo na batalha de Devina. Outro exército de 5.000 homens teve um destino semelhante, forçando Ivan Asen III a fugir.  A situação de Ivaylo, no entanto, não melhorou: após dois anos de guerra constante, seu apoio diminuiu, os mongóis não foram derrotados decisivamente e a nobreza permaneceu hostil. No final de 1280, Ivaylo procurou refúgio com seus antigos inimigos, os mongóis, que sob influência bizantina o mataram.  A nobreza escolheu o poderoso nobre e governante de Cherven, Jorge Terter I, como imperador. Ele reinou por doze anos, trazendo uma influência mongol ainda mais forte e a perda da maioria das terras restantes na Trácia para os bizantinos. Este período de instabilidade e incerteza continuou até 1300, quando durante alguns meses o mongol Chaka governou Tarnovo. 

### Estabilização temporária

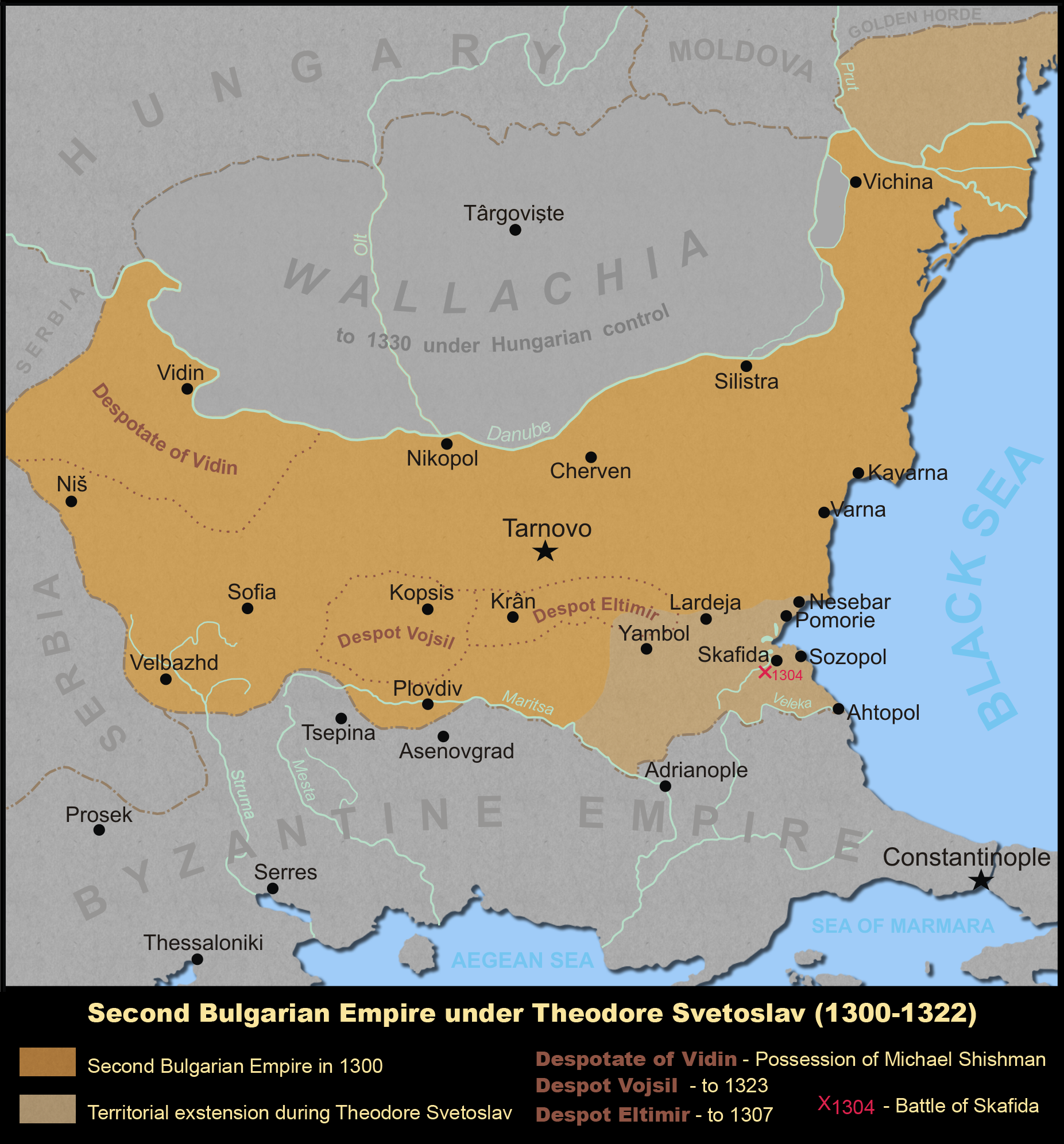
Bulgária sob Teodoro Esfendóstlabo (1300-1322)

Em 1300, Teodoro Esfendóstlabo, filho mais velho de Jorge I, aproveitou uma guerra civil na Horda Dourada, derrubou Chaka e apresentou sua cabeça ao cã mongol Toqta. Isto pôs fim à interferência mongol nos assuntos internos búlgaros e garantiu o sul da Bessarábia até Bolgrad, na Bulgária.  O novo imperador começou a reconstruir a economia do país, subjugou muitos dos nobres semi-independentes e executou como traidores aqueles que ele considerava responsáveis por ajudar os mongóis, incluindo o Patriarca Joaquim III.    Os bizantinos, interessados na instabilidade contínua da Bulgária, apoiaram os pretendentes Miguel e Radoslav com seus exércitos, mas foram derrotados pelo tio de Teodoro Esfendóstlabo, Aldimir, o déspota de Kran. Entre 1303 e 1304, os búlgaros lançaram várias campanhas e retomaram muitas cidades no nordeste da Trácia. Os bizantinos tentaram conter o avanço búlgaro, mas sofreram uma grande derrota na batalha de Skafida. Incapazes de mudar o status quo, eles foram forçados a fazer as pazes com a Bulgária em 1307, reconhecendo os ganhos búlgaros.   Teodoro Esfendóstlabo passou o resto de seu reinado em paz com seus vizinhos. Ele manteve relações cordiais com a Sérvia e, em 1318, seu rei Estêvão Milutino fez uma visita a Tarnovo. Os anos de paz trouxeram prosperidade económica e impulsionaram o comércio; a Bulgária tornou-se um grande exportador de produtos agrícolas, especialmente trigo.  
No início da década de 1320, as tensões entre a Bulgária e os bizantinos aumentaram quando estes últimos entraram em guerra civil e o novo imperador Jorge Terter II tomou Filipópolis. Na confusão que se seguiu à morte inesperada de Jorge II em 1322, sem deixar um sucessor, os bizantinos recapturaram a cidade e outras cidades búlgaras no norte da Trácia.  O enérgico déspota de Vidin, Miguel Sismanes, foi eleito imperador no ano seguinte; ele imediatamente se voltou contra o imperador bizantino Andrônico III Paleólogo, recuperando as terras perdidas.  No final de 1324, os dois monarcas assinaram um tratado de paz, fortalecido por um casamento entre o governante búlgaro e Teodora Paleóloga. Miguel Sismanes se divorciou de sua esposa sérvia Ana Neda, causando uma deterioração nas relações com a Sérvia. Esta mudança de rumo político é explicada pelo rápido crescimento do poder sérvio e pela sua penetração na Macedónia.  
Os búlgaros e os bizantinos concordaram com uma campanha conjunta contra a Sérvia, mas demorou cinco anos até que as diferenças e tensões entre a Bulgária e Bizâncio fossem superadas.  Miguel Sismanes reuniu 15.000 soldados e invadiu a Sérvia. Ele enfrentou o rei sérvio Estêvão Uresis III, que comandava uma força aproximadamente igual, perto da cidade fronteiriça de Velbazhd. Os dois governantes, ambos esperando reforços, concordaram com uma trégua de um dia, mas quando um destacamento catalão sob o comando do filho do rei, Estêvão Úresis IV chegou, os sérvios quebraram sua palavra. Os búlgaros foram derrotados na Batalha de Velebusdo que se seguiu e seu imperador pereceu.  Apesar da vitória, os sérvios não arriscaram uma invasão da Bulgária e os dois lados concordaram com a paz. Como resultado, João Estêvão, o filho mais velho do falecido imperador com sua esposa sérvia, o sucedeu em Tarnovo e foi deposto após um breve governo.  A Bulgária não perdeu território [d] mas não conseguiu impedir a expansão sérvia na Macedónia. 
Após o desastre em Velebusdo, os bizantinos atacaram a Bulgária e tomaram várias cidades e castelos no norte da Trácia. O seu sucesso terminou em 1332, quando o novo imperador búlgaro João Alexandre os derrotou na batalha de Rusocastro, recuperando os territórios capturados.   Em 1344, os búlgaros entraram na guerra civil bizantina de 1341-1347 ao lado de João V Paleólogo contra João VI Cantacuzeno, capturando nove cidades ao longo do rio Maritsa e nas Montanhas Ródope, incluindo Filipópolis. Essa aquisição marcou a última expansão territorial significativa da Bulgária medieval, mas também levou aos primeiros ataques em solo búlgaro pelos turcos otomanos, que estavam aliados a Cantacuzeno. 

### Queda

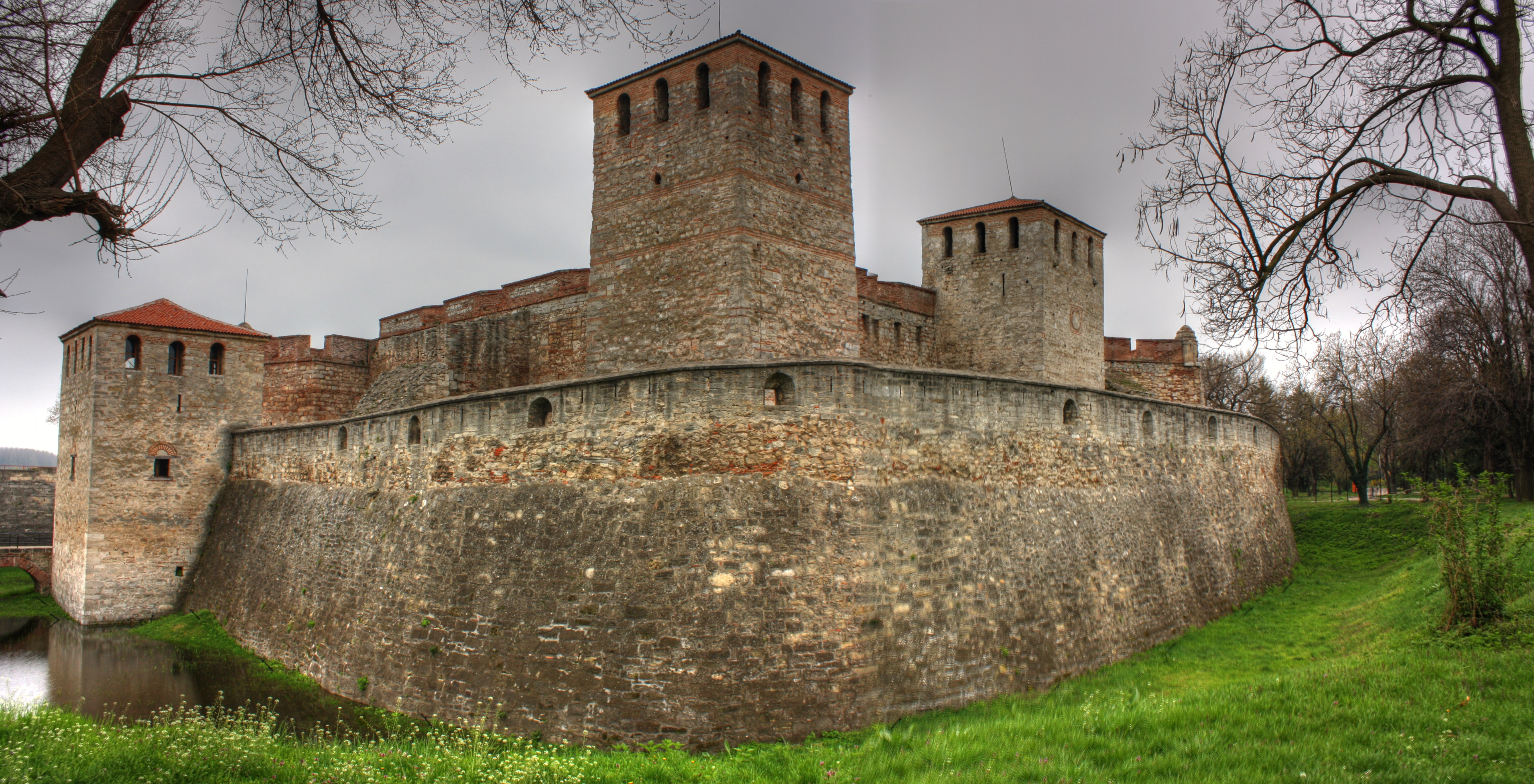
A fortaleza de Baba Vida em Vidin

As tentativas de João Alexandre de lutar contra os otomanos no final da década de 1340 e no início da década de 1350 falharam após duas derrotas nas quais seu filho mais velho e sucessor Miguel Asen IV e seu segundo filho João Asen IV podem ter sido mortos.  As relações do imperador com seu outro filho, João Esracimir, que havia sido empossado como governante de Vidin, deterioraram-se depois de 1349, quando Ivan Alexandre se divorciou de sua esposa para se casar com Sara-Teodora, uma judia convertida. Quando seu filho João Sismanes foi designado herdeiro do trono, João Esracimir proclamou a independência. 

Em 1366, João Alexandre recusou-se a conceder passagem ao imperador bizantino João V Paleólogo, e as tropas da cruzada de Saboia atacaram a costa búlgara do Mar Negro. Eles tomaram Sozópolis, Messembria, Anchialus e Emona, causando pesadas baixas e sitiando Varna sem sucesso. Os búlgaros acabaram por conceder passagem a João V, mas as cidades perdidas foram entregues aos bizantinos.  Ao noroeste, os húngaros atacaram e ocuparam Vidin em 1365. Ivan Alexandre reconquistou sua província quatro anos depois, aliado aos seus vassalos de jure Ladislau I da Valáquia e Dobrotitsa.   A morte de João Alexandre em 1371 deixou o país irrevogavelmente dividido entre João Sismanes em Tarnovo, João Esracimir em Vidin e Dobrotitsa em Karvuna. O viajante alemão do século XIV Johann Schiltberger descreveu essas terras da seguinte forma:
Estive em três regiões e todas as três se chamavam Bulgária. A primeira Bulgária se estende por lá, por onde passa da Hungria pela Porta de Ferro. Sua capital se chama Vidin. A outra Bulgária fica em frente à Valáquia e a sua capital chama-se Tarnovo. A terceira Bulgária fica lá, onde o Danúbio deságua no mar. Sua capital se chama Kaliakra.

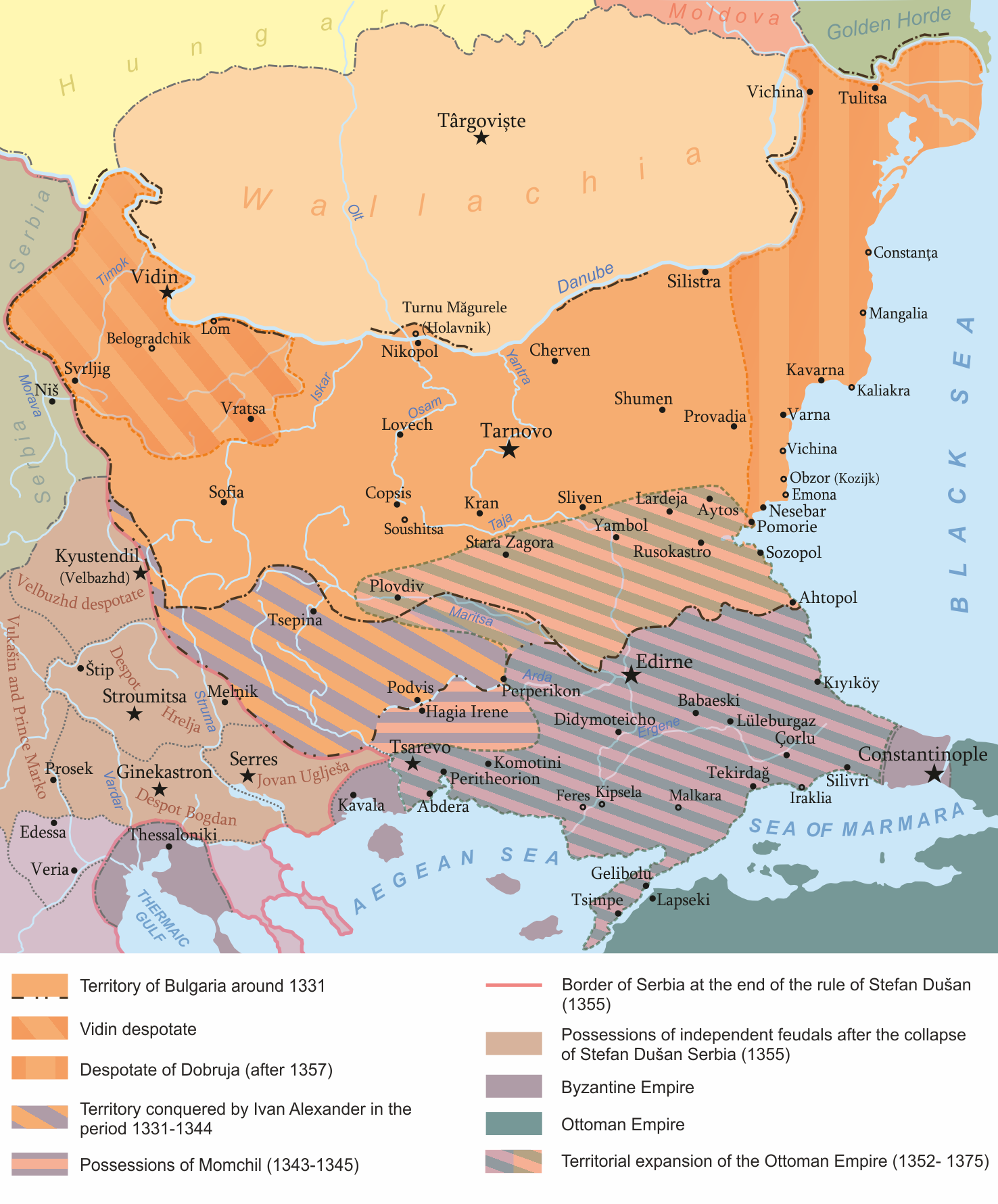
Segundo Império Búlgaro, 1331–1371

Em 26 de setembro de 1371, os otomanos derrotaram um grande exército cristão liderado pelos irmãos sérvios Blucasino Demétrio e Jovan Uglješa na Batalha de Chernomen. Eles imediatamente se voltaram contra a Bulgária e conquistaram o norte da Trácia, os Ródopes, Kostenets, Ihtiman e Samokov, limitando efetivamente a autoridade de Ivan Shishman nas terras ao norte das montanhas dos Balcãs e do Vale de Sófia.  Incapaz de resistir, o monarca búlgaro foi forçado a tornar-se vassalo otomano e, em troca, recuperou algumas das cidades perdidas e garantiu dez anos de paz inquieta.  
Os ataques otomanos foram renovados no início da década de 1380, culminando na queda de Sófia.  Simultaneamente, João Sismanes  estava envolvido em guerra contra a Valáquia desde 1384. De acordo com a Crônica Búlgara Anônima, ele matou o voivoda valáquio Dan I da Valáquia em setembro de 1386.  Ele também manteve relações difíceis com Ivan Sratsimir, que havia rompido seus últimos laços com Tarnovo em 1371 e separado as dioceses de Vidin do Patriarcado de Tarnovo.  Os dois irmãos não cooperaram para repelir a invasão otomana. Segundo o historiador Konstantin Jireček, os irmãos estavam envolvidos num conflito amargo por causa de Sófia.  Ivan Shishman renegou sua obrigação de vassalo de apoiar os otomanos com tropas durante suas campanhas. Em vez disso, ele aproveitou todas as oportunidades para participar de coalizões cristãs com os sérvios e os húngaros, provocando grandes invasões otomanas em 1388 e 1393.

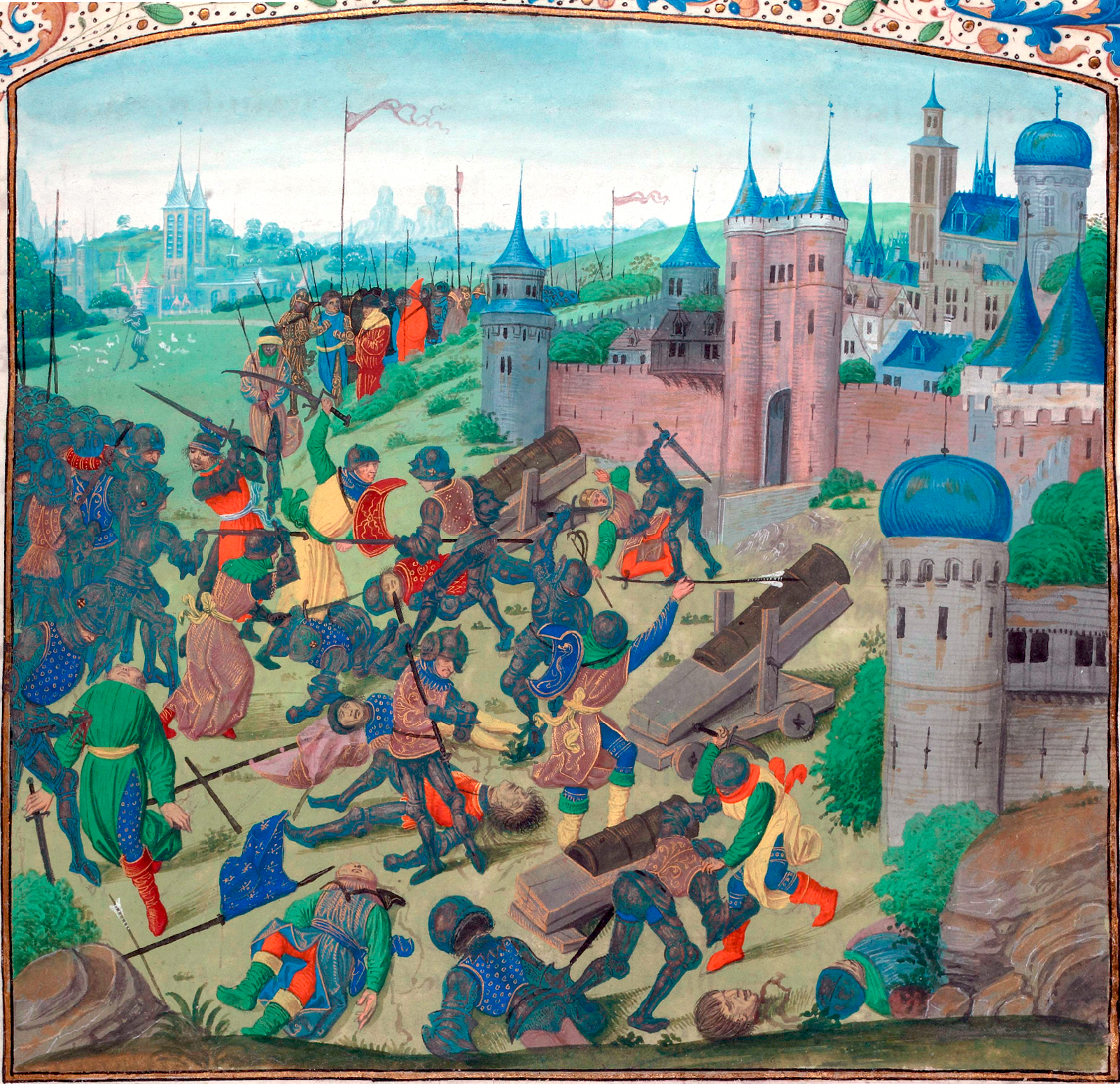
A derrota da coalizão anti-otomana na Batalha de Nicópolis em 1396 foi o golpe final que levou à queda do Império Búlgaro.

Apesar da forte resistência, os otomanos tomaram várias cidades e fortalezas importantes em 1388 e, cinco anos depois, capturaram Tarnovo após um cerco de três meses.   João Sismanes morreu em 1395 quando os otomanos, liderados por Bajazeto I, tomaram sua última fortaleza, Nikopol.  Em 1396, João Esracimir juntou-se à Cruzada do rei húngaro Sigismundo, mas depois que o exército cristão foi derrotado na Batalha de Nicópolis, os otomanos marcharam imediatamente sobre Vidin e a tomaram, pondo fim ao estado búlgaro medieval.   A resistência continuou sob Constantino e Fruzhin até 1422. O primeiro foi referido pelo rei Sigismundo como o "distinto Constantino, glorioso Imperador da Bulgária".  

## Administração, divisão territorial e sociedade
O Segundo Império Búlgaro foi uma monarquia hereditária[e] governada por um czar — a palavra búlgara para imperador que se originou no século X durante o Primeiro Império Búlgaro. Os monarcas da Bulgária se autodenominavam "Em Cristo, o Senhor, Imperador Fiel e Autocrata de todos os Búlgaros" ou variações, às vezes incluindo "...e Romanos, Gregos ou Valáquios".  O termo todos os búlgaros foi adicionado no século XIV após a perda de muitos territórios povoados por búlgaros e significava que o monarca em Tarnovo era o imperador de todo o povo búlgaro, mesmo aqueles que viviam além das fronteiras políticas do país. 

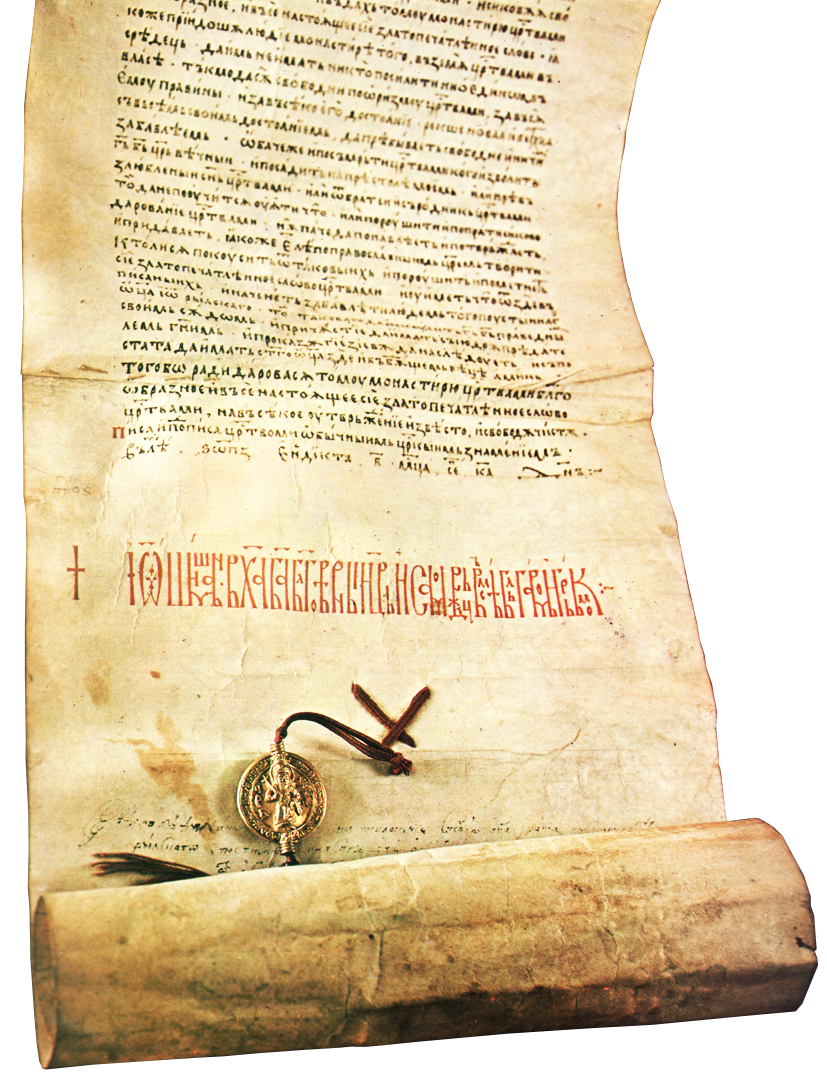
As cartas reais búlgaras medievais, como a Carta de Rila de Ivan Shishman emitida em 1378, são uma fonte importante sobre a sociedade búlgara medieval e os postos administrativos.

O Imperador detinha o poder supremo sobre os assuntos seculares e religiosos numa autocracia; as suas capacidades pessoais desempenhavam um papel importante no bem-estar do país.  Quando o monarca era criança, o governo era chefiado por uma regência que incluía a imperatriz-mãe, o patriarca e os membros mais antigos da dinastia governante.  À medida que os processos de fragmentação feudal se aceleraram no século XIV, tornou-se habitual que os filhos do monarca recebessem títulos imperiais durante a vida do pai; os filhos eram denominados co-governantes ou imperadores juniores. 
Ao contrário do Primeiro Império, a administração durante o Segundo Império Búlgaro foi fortemente influenciada pelo sistema de administração bizantino. A maioria dos títulos da nobreza, da corte e da administração foram adotados diretamente de seus equivalentes bizantinos no grego bizantino, ou foram traduzidos para o búlgaro. Existiam algumas diferenças nos sistemas de classificação entre os dois países — existem poucas fontes sobreviventes sobre as obrigações precisas, insígnias ou assuntos cerimoniais da administração búlgara medieval.  O Conselho Bolyar incluía os grandes bolyars e o Patriarca; discutia questões sobre políticas externas e internas, como declarações de guerra, formações de alianças ou a assinatura de tratados de paz.  Os funcionários administrativos de mais alta patente eram a Grande Logóteta, que tinha as funções de primeiro-ministro, e o protovestiário, que era responsável pelo tesouro e pelas finanças.  Títulos de alta corte, como déspota e sebastocrator, eram concedidos aos parentes do imperador, mas não estavam estritamente relacionados com funções administrativas. 

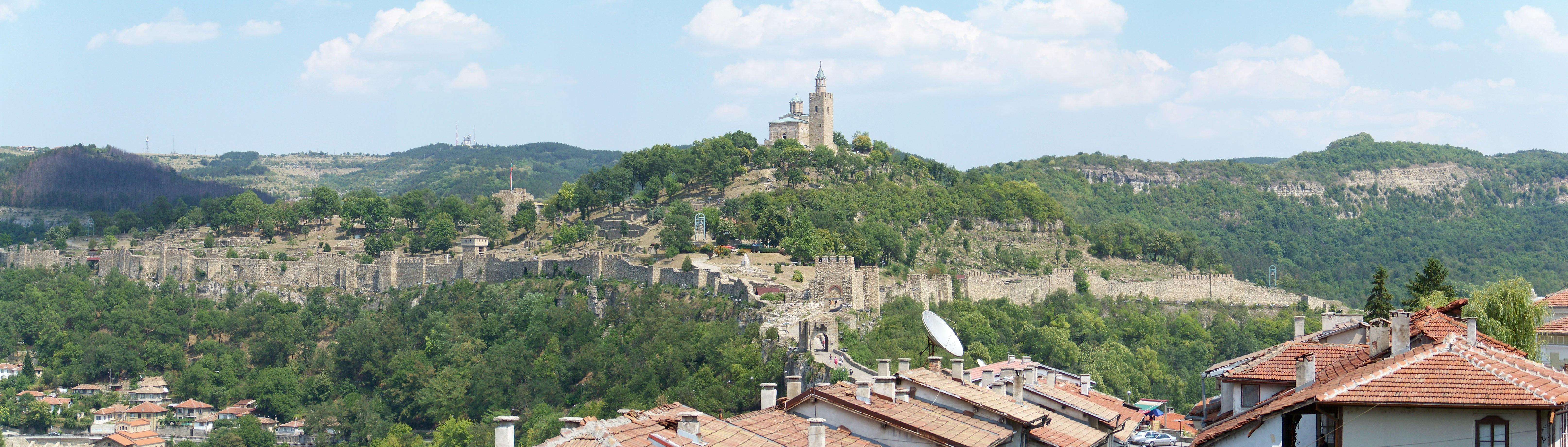
Vista panorâmica de Tarnovo, a capital do Segundo Império Búlgaro

A capital do Segundo Império Búlgaro era Tarnovo, que também era o centro de sua própria unidade administrativa sob a autoridade direta do imperador.  A Bulgária foi dividida em províncias, cujos números variavam com a evolução territorial do país. Nas fontes primárias sobreviventes, as províncias foram nomeadas com o termo bizantino hora ou os termos búlgaros zemya (земя), strana (страна), e oblast ( област), geralmente nomeado após sua cidade principal.   Os governadores provinciais eram intitulados "duques" ou kefalia — ambos do termo bizantino dux e kephale — e eram nomeados diretamente pelo imperador. As províncias foram subdivididas em katepanika (sing. katepanikon, do bizantino katepanikion), que eram governadas por katepans que eram subordinados aos duques.  Durante o reinado de João Asen II (1218–41), as províncias incluíam Belgrado, Braničevo, Boruy, Adrianópolis, Dimotika, Skopje, Prilep, Devol, e Albânia. 
Durante o Segundo Império, a sociedade búlgara foi dividida em três classes sociais: clero, nobreza e campesinato. A nobreza incluía a aristocracia: os bolyars, cuja origem eram as antigas boilas búlgaras do Primeiro Império, os juízes e "todo o exército".  Os bolyars foram subdivididos em bolyars maiores e menores. Os primeiros possuíam grandes propriedades, que por vezes incluíam dezenas e mesmo centenas de aldeias, e ocupavam altos cargos administrativos e militares.  Os camponeses formavam a maior parte da terceira classe e eram subordinados às autoridades centrais ou aos senhores feudais locais. Com o tempo, o número destes últimos aumentou como resultado do processo de feudalização da Bulgária.  Os principais grupos de camponeses eram paritsi e otrotsi. Ambos podiam possuir terras, mas apenas os paritsi podiam herdar propriedades; os últimos não, uma vez que eram fornecidas pelos senhores feudais. 

## Militares

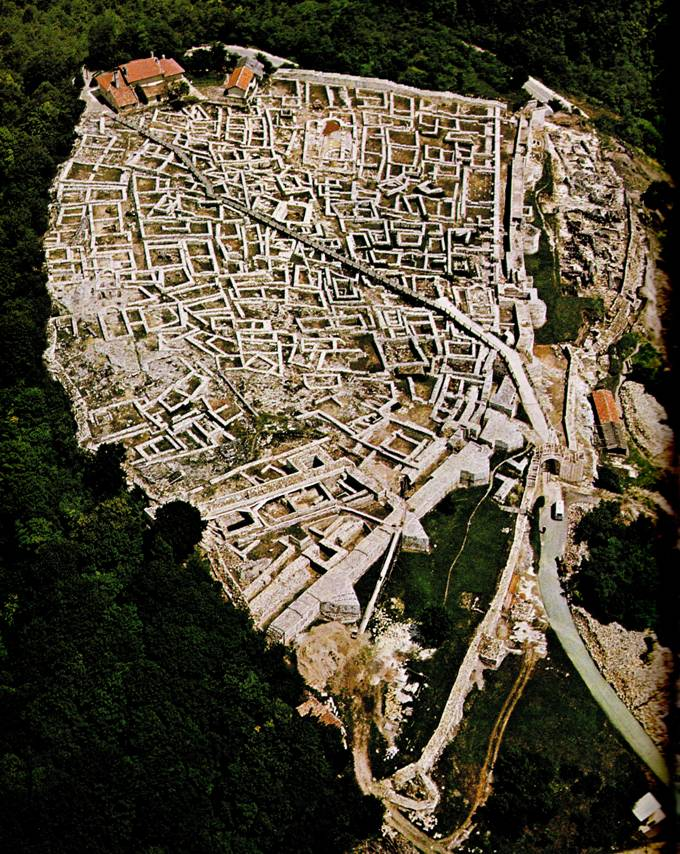
Vista aérea da fortaleza de Shumen, uma importante fortaleza no leste da Bulgária

O imperador do Segundo Império Búlgaro era o comandante-chefe do seu exército; o segundo em comando era o velik (grande) voivoda. Os destacamentos do exército eram liderados por um voivoda. O protoestrator era responsável pela defesa de certas regiões e pelo recrutamento de soldados.  No final do século XII, o exército contava com 40.000 homens de armas.  O país conseguiu mobilizar cerca de 100.000 homens na primeira década do século XIII; Kaloyan teria oferecido a Balduíno I, o líder da Quarta Cruzada, 100.000 soldados para ajudá-lo a tomar Constantinopla.  No final do século XIII, o exército declinou e foi reduzido a menos de 10.000 homens - foi registado que Ivaylo derrotou dois exércitos bizantinos de 5.000 e 10.000 homens, e que as suas tropas estavam em menor número em ambos os casos.  A força militar aumentou com a estabilização política da Bulgária na primeira metade do século XIV; o exército contava com 11.000 a 15.000 soldados na década de 1330.  Os militares estavam bem equipados com equipamentos de cerco, incluindo aríetes, torres de cerco e catapultas. 
O exército búlgaro utilizou diversas táticas militares, confiando na experiência dos soldados e nas peculiaridades do terreno. As montanhas dos Bálcãs desempenharam um papel significativo na estratégia militar e facilitaram a defesa do país contra o forte exército bizantino. Durante a guerra, os búlgaros enviavam cavalaria leve para devastar as terras inimigas em uma ampla frente, saqueando vilas e pequenas cidades, queimando plantações e levando pessoas e gado. O exército búlgaro era muito móvel — por exemplo, durante quatro dias antes da Batalha de Klokotnitsa, percorreu uma distância três vezes maior do que o exército epirota percorreu em uma semana; em 1332, viajou 230km em cinco dias. 

Dentro da fortaleza [Sofia] há um exército grande e de elite, seus soldados são fortemente construídos, bigodudos e parecem endurecidos pela guerra, mas estão acostumados a consumir vinho e rakia - em uma palavra, companheiros alegres.

Ottoman commander Lala Shahin on the garrison of Sofia.

A Bulgária manteve extensas linhas de fortalezas para proteger o país, com a capital Tarnovo no centro. Ao norte havia linhas ao longo de ambas as margens do rio Danúbio. Ao sul havia três linhas: a primeira ao longo das montanhas dos Balcãs, a segunda ao longo de Vitosha, das montanhas Ródope do norte e da montanha Sakar, a terceira ao longo do vale do rio Arda. A oeste, uma linha corria ao longo do vale do rio Morava do Sul. 
Durante o Segundo Império, soldados estrangeiros e mercenários se tornaram uma parte importante do exército búlgaro e de suas táticas. Desde o início da rebelião de Asen e Pedro, a cavalaria leve e móvel cumana foi usada efetivamente contra os bizantinos e, mais tarde, contra os cruzados. Kaloyan usou 14.000 cavaleiros na Batalha de Adrianópolis.  Os líderes cumanos entraram nas fileiras da nobreza búlgara; alguns deles receberam altos cargos militares ou administrativos no estado.  No século XIV, o exército búlgaro dependia cada vez mais de mercenários estrangeiros, que incluíam cavaleiros ocidentais, mongóis, ossetas ou valáquios. Tanto Miguel III Sismanes quanto João Alexandre tinham um destacamento de cavalaria mongol de 3.000 homens em seus exércitos.  Na década de 1350, o imperador Ivan Alexandre contratou bandos otomanos, assim como o imperador bizantino. Os russos também foram contratados como mercenários. 

## Economia

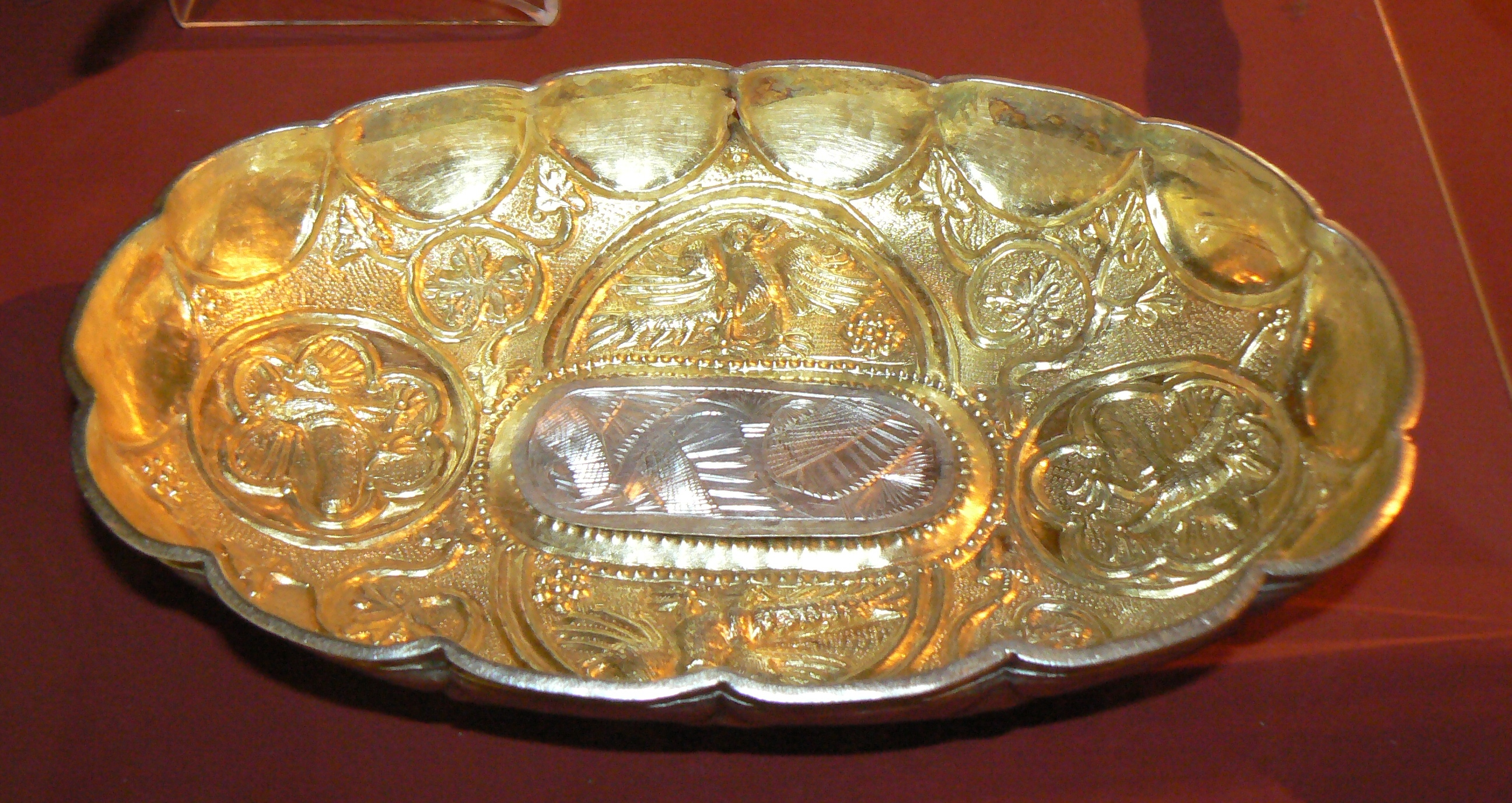
Um vaso de prata do tesouro de Nikopol do século XIV

A economia do Segundo Império Búlgaro era baseada na agricultura, mineração, artesanato tradicional e comércio. A agricultura e a pecuária continuaram sendo os pilares da economia búlgara entre os séculos XII e XIV. Moesia, Zagore e Dobrudzha eram conhecidas por ricas colheitas de grãos, incluindo trigo de alta qualidade.  A produção de trigo, cevada e painço também foi desenvolvida na maioria das regiões da Trácia.  As principais áreas produtoras de vinho eram a Trácia, a costa do Mar Negro e os vales dos rios Struma e Vardar, na Macedônia.  A produção de vegetais, pomares e uvas tornou-se cada vez mais importante desde o início do século XIII.  A existência de grandes florestas e pastagens era favorável à criação de gado, principalmente nas regiões montanhosas e semi-montanhosas do país.  A sericultura e especialmente a apicultura eram bem desenvolvidas. O mel e a cera de Zagore eram os produtos apícolas de melhor qualidade nos mercados bizantinos e eram muito elogiados.  As florestas produziam madeira para corte (бранища); havia também florestas cercadas (забели), nas quais o corte de madeira era proibido. 

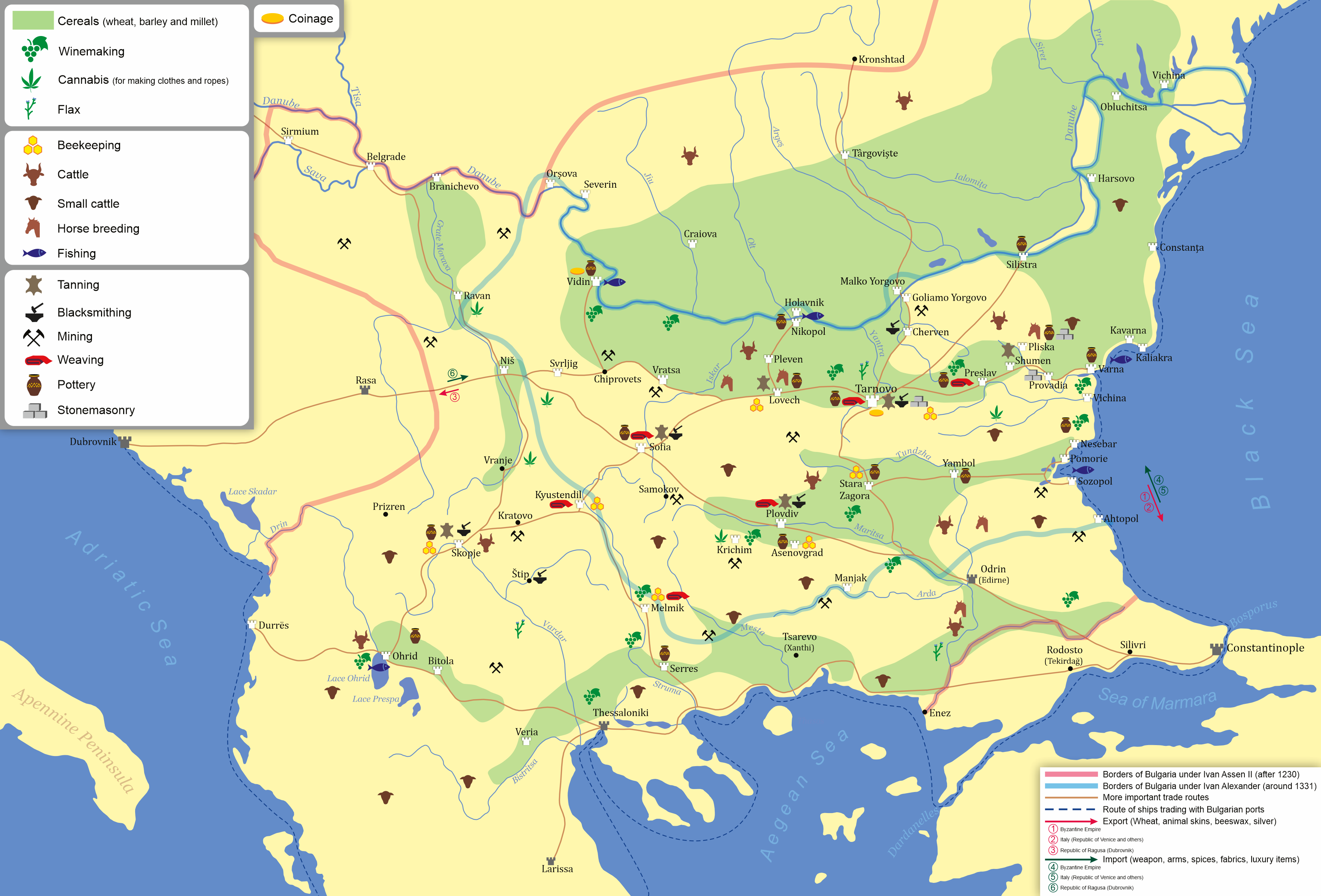
Economia do Segundo Império Búlgaro

O aumento do número de cidades deu forte impulso ao artesanato, à metalurgia e à mineração. O processamento das colheitas era tradicional; os produtos incluíam pão, queijo, manteiga e vinho. O sal era extraído da lagoa perto de Anchialus.  A fabricação de couro, calçados, carpintaria e tecelagem eram artesanatos importantes. Varna era famosa pelo processamento de pele de raposa, que era usada na produção de roupas luxuosas.  Segundo fontes da Europa Ocidental, havia abundância de seda na Bulgária. O cavaleiro picardiano Robert de Clari disse que no dote da princesa búlgara Maria, "...não havia um único cavalo que não estivesse coberto de tecido de seda vermelha, que era tão longo que arrastava sete ou oito passos atrás de cada cavalo. E apesar de viajarem por lama e estradas ruins, nenhum dos tecidos de seda foi rasgado — tudo foi preservado com graça e nobreza."  Havia ferreiros, ferreiros e engenheiros que desenvolveram catapultas, aríetes e outros equipamentos de cerco, que foram amplamente utilizados no início do século XIII.  A metalurgia foi desenvolvida no oeste da Bulgária — Chiprovtsi, Velbazhd e Sófia, bem como em Tarnovo e Messembria, a leste. 

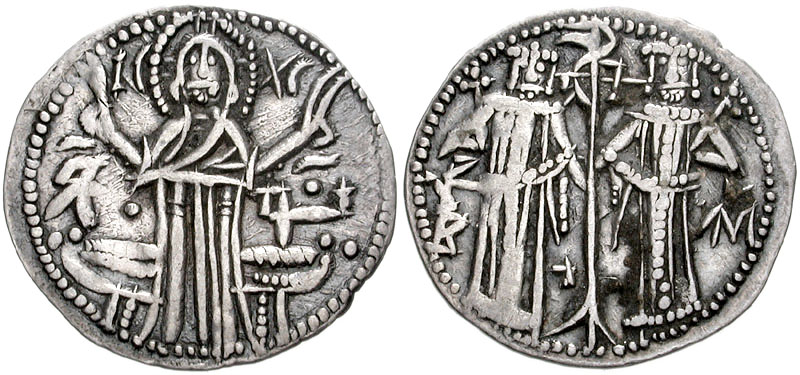
Moeda representando João Alexandre com um de seus filhos, o co-imperador Miguel Asen IV (à direita)

A circulação monetária e a cunhagem aumentaram constantemente durante o período do Segundo Império Búlgaro, atingindo seu clímax durante o reinado de João Alexandre da Bulgária (reinou de 1331 a 1371). Junto com seu reconhecimento pelo Papa, o imperador Kaloyan (r. 1197–1207) adquiriu o direito de cunhar moedas. Casas da moeda e oficinas de gravura bem organizadas foram criadas em meados do século XIII, produzindo moedas de cobre, billon e prata.   A reforma foi iniciada por Constantino Tikh Asen (r. 1257–1277) e levou à estabilização do mercado monetário na Bulgária. A Revolta de Ivaylo e os ataques de pilhagem dos mongóis no final do século XIII desestabilizaram a cunhagem, resultando numa diminuição de dez vezes nas atividades de cunhagem.  Com a estabilização do império desde 1300, os monarcas búlgaros emitiram um número maior de moedas, incluindo as de prata, mas conseguiram garantir o mercado com moedas nacionais após a década de 1330.  A erosão das autoridades centrais na véspera da invasão otomana deu origem a moedas falsas primitivas, anónimas e grosseiramente falsificadas.  Junto com a cunhagem búlgara, moedas do Império Bizantino, Império Latino, Veneza, Sérvia, Horda Dourada e dos pequenos principados dos Bálcãs foram amplamente utilizadas. Devido ao aumento da produção, houve uma tendência a limitar a circulação de moedas estrangeiras na segunda metade do século XIV.  As moedas foram cunhadas por alguns senhores búlgaros independentes ou semi-independentes, como Jacob Svetoslav e Dobrotitsa. 

## Religião

### Política religiosa

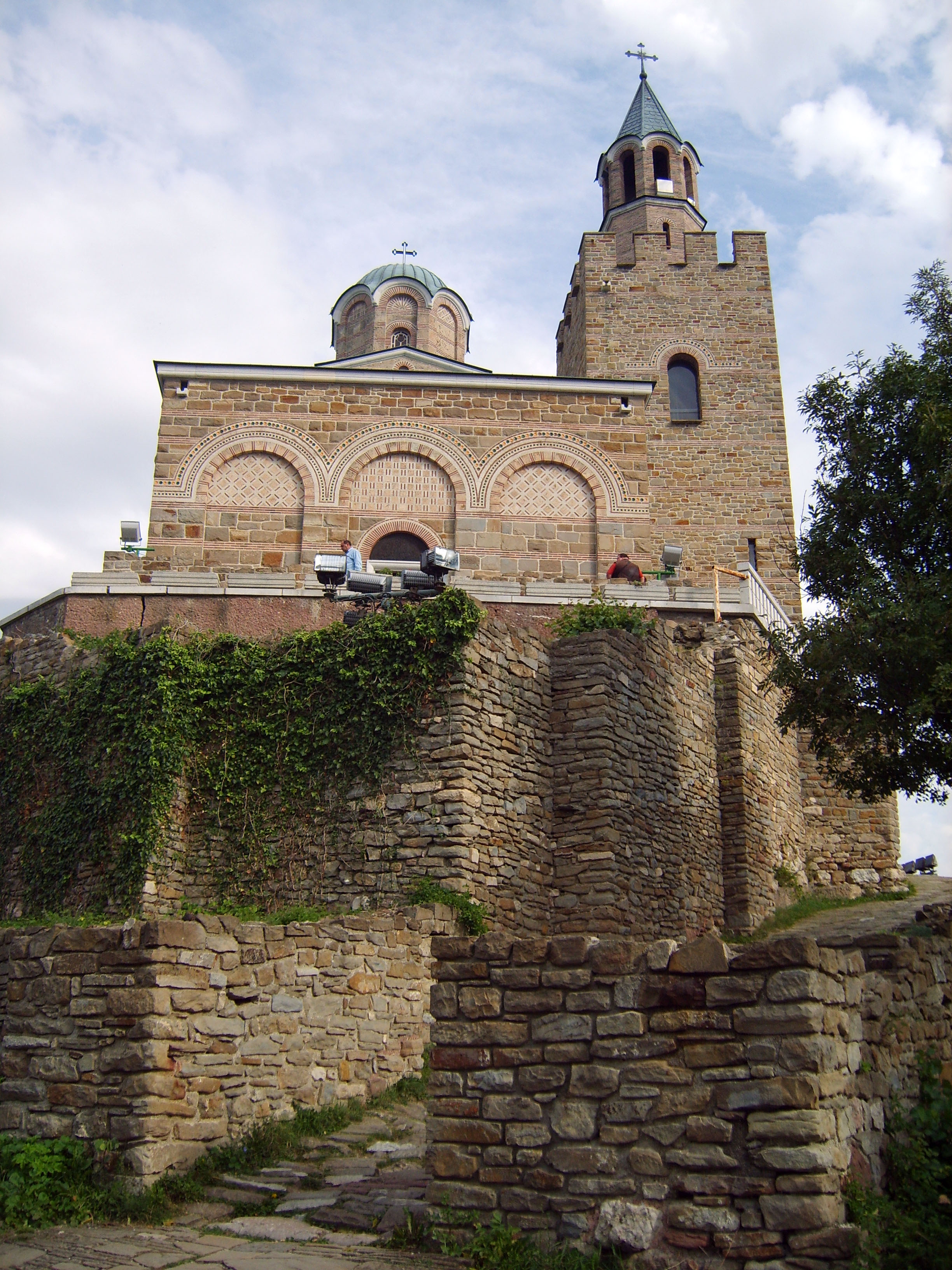
A Catedral Patriarcal da Santa Ascensão de Deus em Tarnovo foi a sede da Igreja Ortodoxa Búlgara durante o Segundo Império. Fazia parte de um complexo maior que acomodava o Patriarca.

Após a refundação da Bulgária, o reconhecimento do título imperial do monarca e a restauração do Patriarcado Búlgaro tornaram-se a prioridade da política externa búlgara. O contínuo estado de guerra contra o império bizantino levou os governantes búlgaros a recorrerem ao papado. Em sua correspondência com o Papa Inocêncio III, Kaloyan (r. 1197–1207) exigiu um título imperial e um Patriarcado, baseando suas reivindicações na herança do Primeiro Império Búlgaro. Em troca, Kaloyan prometeu aceitar a suserania papal sobre a Igreja Búlgara.   A união entre a Bulgária e Roma foi formalizada em 7 de outubro de 1205, quando Kaloyan foi coroado rei por um legado papal e o arcebispo Basílio de Tarnovo foi proclamado primaz. Numa carta ao Papa, Basílio autointitulou-se Patriarca, contra o que Inocêncio III não argumentou.   Assim como Bóris I (r. 852–889) três séculos antes, Kaloyan seguiu uma agenda estritamente política em suas negociações com o papado, sem intenções sinceras de se converter ao catolicismo romano. A união com Roma durou até 1235 e não afetou a igreja búlgara, que continuou suas práticas de cânones e ritos ortodoxos orientais. 
A ambição da Bulgária de se tornar o centro religioso do mundo ortodoxo teve um lugar de destaque na doutrina estatal do Segundo Império. Após a queda de Constantinopla para os cavaleiros da Quarta Cruzada em 1204, Tarnovo tornou-se por um tempo o principal centro da Ortodoxia.  Os imperadores búlgaros estavam zelosamente coletando relíquias de santos cristãos para aumentar o prestígio de sua capital.  O reconhecimento oficial do restaurado Patriarcado Búlgaro no Concílio de Lâmpsaco em 1235 foi um passo importante nessa direção e deu origem ao conceito de Tarnovo como uma "Segunda Constantinopla".  O Patriarcado se opôs vigorosamente à iniciativa papal de reunir a Igreja Ortodoxa com Roma; ele criticou o Patriarcado de Constantinopla e o imperador bizantino por sua aparente disposição de fazer concessões no Segundo Concílio de Lyon em 1272-74. O Patriarca Inácio foi chamado de “pilar da Ortodoxia”.  Foram enviados enviados ao Patriarca de Jerusalém para negociar uma aliança antibizantina, que incluía os outros dois Patriarcas Orientais, mas a missão não obteve resultados.  
Disputas com o Patriarcado de Constantinopla sobre a legitimidade do Patriarcado Búlgaro se intensificaram no século XIV. Em 1355, o patriarca ecumênico Calisto I tentou afirmar sua supremacia sobre a igreja búlgara e alegou que, sob as disposições do Concílio de Lâmpsaco, ela permanecia subordinada e tinha que pagar tributo anual a Constantinopla. Estas alegações não foram apoiadas por documentos autênticos e as autoridades religiosas búlgaras ignoraram-nas. 
A estrutura do Patriarcado Búlgaro seguiu as tradições do Primeiro Império. O chefe da Igreja era o Patriarca da Bulgária, que era membro do Conselho de Estado (Sinklit) e às vezes era regente.  O patriarca era auxiliado por um Sínodo composto por bispos, clérigos de alto escalão e, às vezes, representantes de autoridades seculares. A Igreja Búlgara seguiu rigorosamente a política oficial do estado: o Patriarca Joaquim III foi executado por traição devido a suspeitas de ligações com os mongóis. A extensão territorial do Patriarcado Búlgaro variou de acordo com as mudanças territoriais. No seu auge, sob o reinado de Ivan Asen II (r. 1218–41), consistia em 14 dioceses; Preslav, Cherven, Lovech, Sofia, Ovech, Drastar, Vidin, Serres, Philippi, Messembria, Braničevo, Belgrado, Niš e Velbazhd; e as sedes de Tarnovo e Ocrida. 

### Hesicasmo

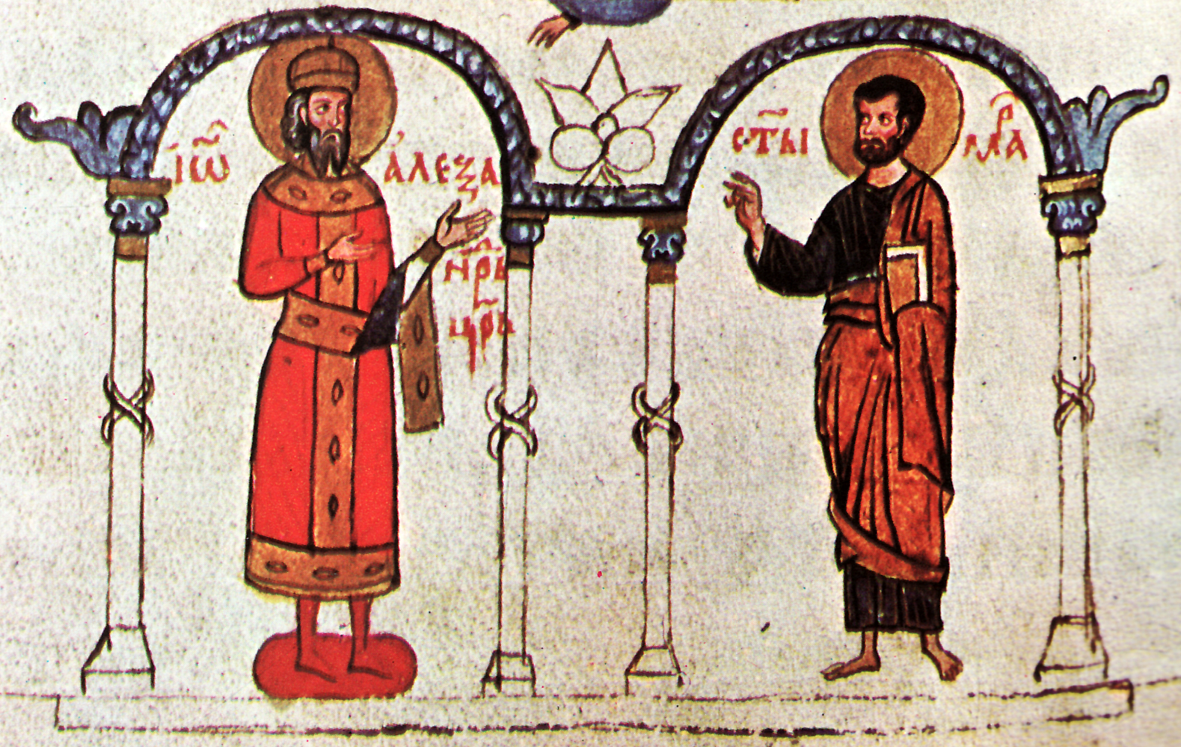
Uma representação do imperador João Alexandre, patrono do Hesicasmo

Hesicasmo (do grego "quietude, descanso, quietude, silêncio") é uma tradição eremítica de oração na Igreja Ortodoxa Oriental que floresceu nos Bálcãs durante o século XIV. Um movimento místico, o hesicasmo pregava uma técnica de oração mental que, quando repetida com respiração adequada, poderia permitir que alguém visse a luz divina.  O imperador João Alexandre (r. 1331–1371) ficou impressionado com a prática do hesicasmo; ele se tornou patrono dos monges hesicastas. Em 1335, ele deu refúgio a Gregório do Sinai e forneceu fundos para a construção de um mosteiro perto de Paroria, nas montanhas Istranca, no sudeste do país; atraiu clérigos da Bulgária, Bizâncio e Sérvia.  O hesicasmo se estabeleceu como a ideologia dominante da Igreja Ortodoxa Búlgara com o trabalho do discípulo de Gregório do Sinai. O discípulo de Gregório, Teodósio de Tarnovo, traduziu seus escritos para o búlgaro e atingiu seu auge durante o mandato do último patriarca búlgaro medieval Eutímio de Tarnovo (1375–1394). Teodósio fundou o Mosteiro de Kilifarevo perto de Tarnovo, que se tornou o novo centro hesicasta e literário do país.   Os intelectuais hesicastas mantinham conexões regulares entre si, independentemente de suas nacionalidades, o que afetava significativamente o intercâmbio cultural e religioso nos Bálcãs.

### Bogomilismo e outras heresias
O bogomilismo, uma seita gnóstica e dualista, foi fundada no século X durante o Primeiro Império Búlgaro.  Mais tarde, espalhou-se pelos Bálcãs e floresceu após a queda da Bulgária sob o domínio bizantino. A Igreja Ortodoxa Oriental considerava os bogomilos, que pregavam a desobediência civil, o que era particularmente alarmante para as autoridades estatais, hereges. 
O bogomilismo teve um grande ressurgimento na Bulgária como resultado dos reveses militares e políticos durante o reinado de Boril (r. 1207–18). O imperador tomou medidas rápidas e decisivas para suprimir os bogomilos; em 11 de fevereiro de 1211, ele presidiu o primeiro sínodo anti-bogomilos na Bulgária, realizado em Tarnovo.    Durante as discussões, os bogomilos foram expostos; aqueles que não retornaram à Ortodoxia foram exilados. Apesar da união existente com a Igreja Católica Romana, o sínodo seguiu rigorosamente os cânones da Igreja Ortodoxa. No Livro de Boril especialmente dedicado, o monarca foi descrito como "imperador ortodoxo" e o Sínodo de Tarnovo foi adicionado à lista de sínodos ortodoxos.  Como resultado das ações de Boril, a influência dos bogomilos foi bastante reduzida, mas não foi erradicada.
Muitos movimentos heréticos, incluindo os adamitas e o barlaamismo que chegaram com os exilados do Império Bizantino, estabeleceram-se na Bulgária no século XIV.  Esses movimentos, juntamente com o bogomilismo e o judaísmo, foram condenados pelo Concílio de Tarnovo em 1360, do qual participaram a família imperial, o patriarca, nobres e clérigos. Não há fontes sobre a existência de bogomilos na Bulgária depois de 1360, o que implica que a seita já estava enfraquecida e tinha poucos seguidores.  A perseguição aos restantes adamitas e barlaamitas continuou em menor escala, liderada por Teodósio de Tarnovo e pelo patriarca Eutímio. 

## Cultura

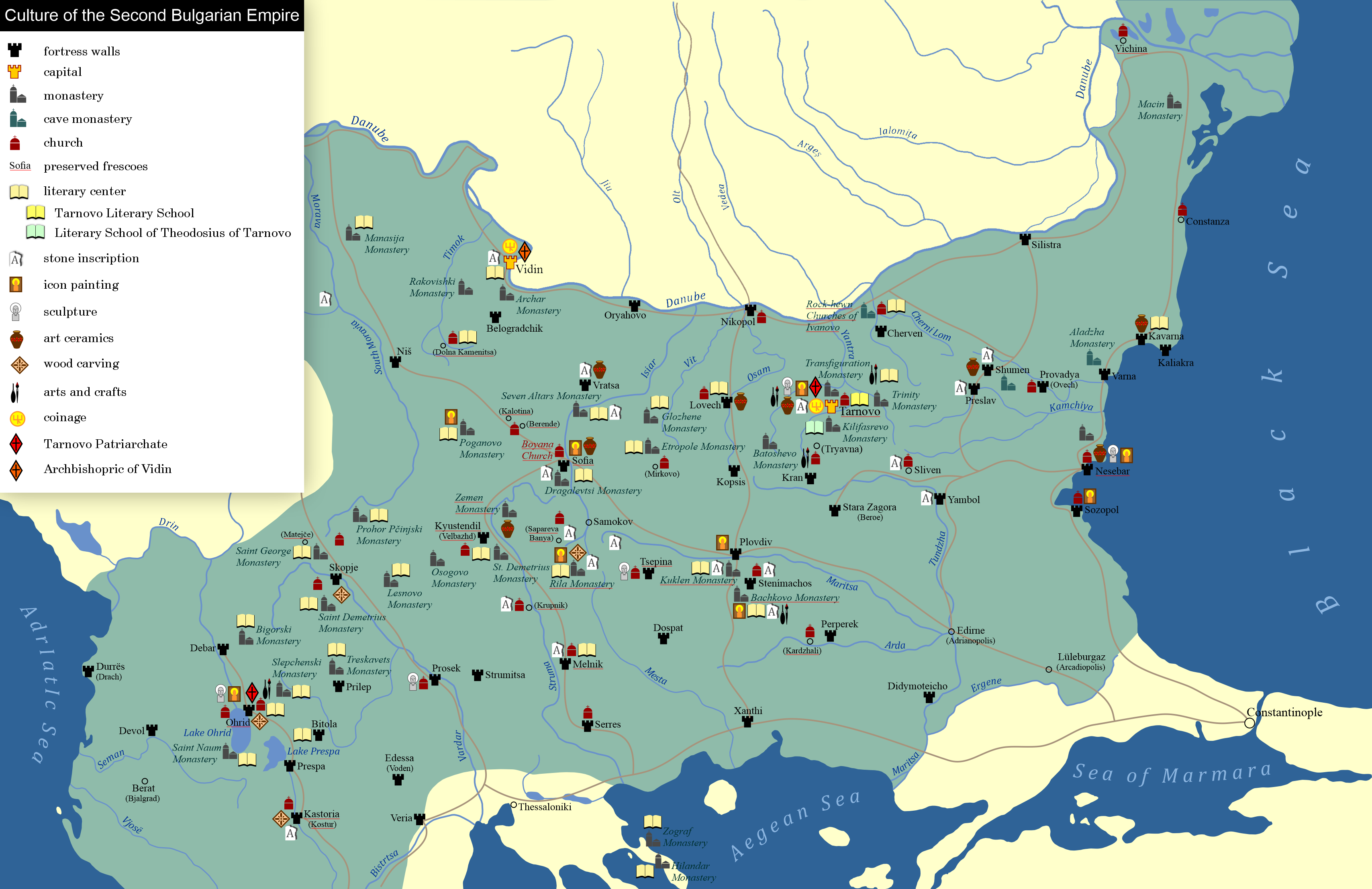
Cultura do Segundo Império Búlgaro

O Segundo Império Búlgaro foi o centro de uma cultura próspera que atingiu o seu auge em meados do século XIV, durante o reinado de João Alexandre (r. 1331–71).   A arquitetura, as artes e a literatura búlgaras se espalharam além das fronteiras da Bulgária para a Sérvia, Valáquia, Moldávia e os principados russos e afetaram a cultura eslava.   A Bulgária foi influenciada pelas tendências culturais bizantinas contemporâneas.  O principal centro cultural e espiritual era Tarnovo, que se tornou uma "Segunda Constantinopla" ou "Terceira Roma".  Os contemporâneos búlgaros chamavam a cidade de "Tsarevgrad Tarnov", a cidade imperial de Tarnovo, em homenagem ao nome búlgaro para Constantinopla — Tsarigrad.  Outros centros culturais importantes incluíam Vidin, Sófia, Messembria e um grande número de mosteiros por todo o país.

### Arquitetura
A rede de cidades no Segundo Império Búlgaro cresceu nos séculos XIII e XIV; vários novos centros urbanos ganharam destaque. As cidades geralmente eram construídas em locais de difícil acesso e geralmente consistiam em uma cidade interna e externa. A nobreza vivia no centro da cidade, que incluía a cidadela, enquanto a maioria dos cidadãos habitava a parte externa da cidade. Existiam bairros separados para a nobreza, artesãos, comerciantes e estrangeiros.   A capital Tarnovo tinha três colinas fortificadas — Tsarevets, Trapezitsa e Momina Krepost, construídas ao longo dos meandros do rio Yantra. Vários bairros ao longo das margens do rio, incluindo bairros separados para europeus ocidentais e judeus. 
As fortalezas eram construídas em colinas e planaltos — o historiador bizantino Nicetas Coniates disse que os castelos búlgaros nas montanhas dos Balcãs estavam situados "em alturas acima das nuvens".  Eram construídas com pedras britadas soldadas com gesso, em contraste com os conjuntos monumentais do nordeste do país que datam do período do Primeiro Império.  Os portões e as secções mais vulneráveis eram protegidos por torres com pináculos; estas eram geralmente retangulares, mas também havia torres irregulares, circulares, ovais, triangulares ou em forma de ferradura. 

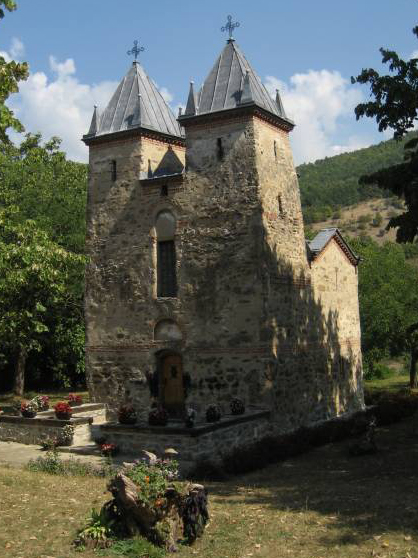
Igreja da Santa Mãe de Deus em Donja Kamenica

A arquitetura religiosa era muito prestigiosa; as igrejas estavam entre os edifícios mais decorados e sólidos do país. Ao longo dos séculos XIII e XIV, as basílicas foram substituídas por igrejas cruciformes, abobadadas e com uma ou três naves.  O exterior da igreja tinha uma rica ornamentação decorativa com faixas alternadas de pedra e alvenaria. Eles foram ainda decorados com peças de cerâmica verde, amarela e marrom.  Esta característica é vista em várias igrejas na Messembria, incluindo a Igreja de São João Aliturgetos e a Igreja de Cristo Pantocrator do século XIV — que tinha fileiras de arcos cegos, motivos florais de quatro folhas, ornamentos triangulares, cerâmicas circulares turquesa e frisos de suástica em tijolos ao longo das paredes externas.  Todas as igrejas em Tsarevets — mais de 20 — e muitas das 17 igrejas em Trapezitsa foram decoradas com técnicas semelhantes.  Um campanário retangular acima do nártex é uma característica típica da arquitetura da Escola Artística de Tarnovo. Algumas igrejas, como a Santa Mãe de Deus na Fortaleza de Asen, construída durante o domínio bizantino, foram reconstruídas com campanários. 
A Igreja da Santa Mãe de Deus em Donja Kamenica, na parte ocidental do Império Búlgaro (na atual Sérvia), é notável por seu estilo arquitetônico incomum. Suas torres gêmeas são coroadas por elementos piramidais pontiagudos, com detalhes adicionais pontiagudos em cada um dos quatro cantos das pirâmides. As torres e seu design eram totalmente incomuns e sem precedentes na arquitetura da igreja medieval búlgara e foram uma influência da Hungria ou da Transilvânia. 

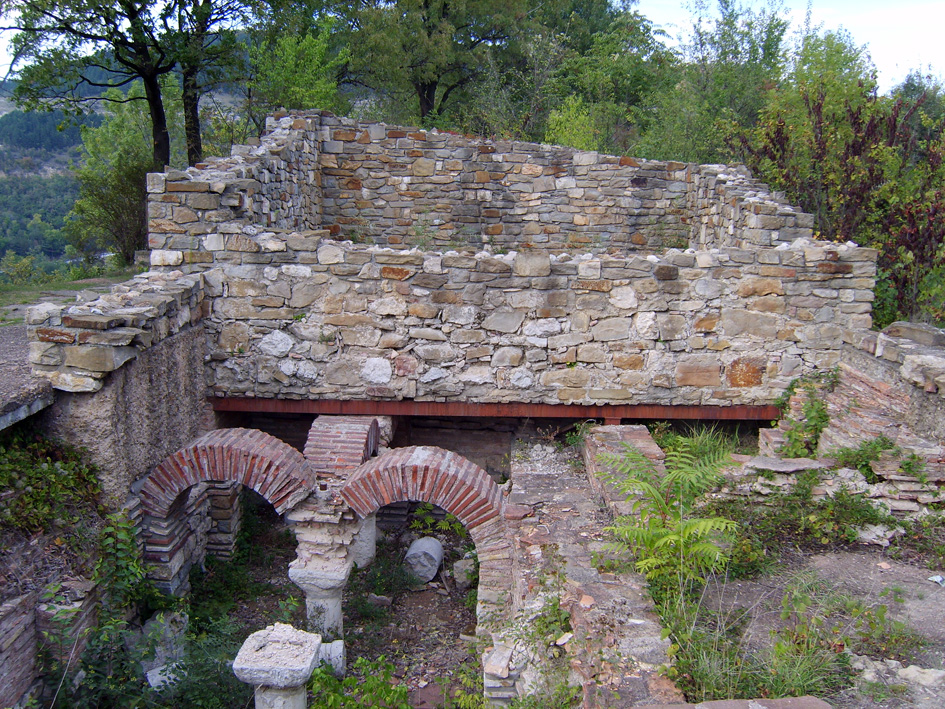
As ruínas da casa de uma família nobre em Tarnovo

O Palácio Imperial em Tarnovo foi inicialmente um castelo bolyar; passou por duas grandes reconstruções sob João Asen II (r. 1218–1241) e João Alexandre (r. 1331–1371). O palácio tinha a forma de uma elipse irregular e uma área construída de 5.000m2.  As paredes tinham até Predefinição:Convert/metres de espessura. Os portões de entrada eram guardados por torres redondas e retangulares; a entrada principal ficava na torre redonda da fachada norte. Os edifícios foram construídos em torno de um pátio interno com uma igreja real ricamente decorada no meio.  O Palácio Patriarcal estava situado no ponto mais alto de Tsarevets e dominava a cidade. Sua planta assemelhava-se à do Palácio Imperial e ocupava 3.000m2. Uma torre sineira de quatro cantos ficava ao lado da Catedral Patriarcal da Santa Ascensão de Deus. As secções residenciais e de escritórios localizavam-se na parte sul do edifício. 
Poucos exemplos de casas nobres sobreviveram. Ao norte do Palácio Imperial, foram escavadas as fundações de uma casa bolyar do início do século XIII. Tinha uma planta em forma de Г e consistia numa área residencial e numa pequena igreja de nave única.  Havia dois tipos de moradias em massa: casas semi-escavadas e casas na superfície. Estas últimas eram construídas nas cidades e geralmente tinham dois andares; o andar inferior era construído com pedras britadas soldadas com lama ou gesso e o segundo era construído com madeira. 

### Arte

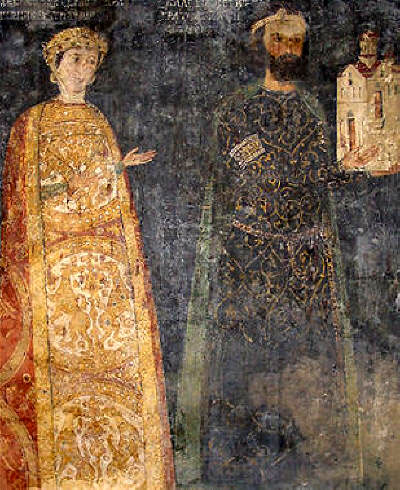
Uma representação de Kaloyan e Desislava, ktitors da Igreja de Boyana

A corrente principal das belas artes búlgaras dos séculos XIII e XIV é conhecida como a pintura da Escola Artística de Tarnovo. Apesar de ter sido influenciada por algumas tendências do Renascimento Paleógeno no Império Bizantino, a pintura búlgara tinha características únicas; foi inicialmente classificada como uma escola artística separada pelo historiador de arte francês André Grabar.   As obras da escola tinham algum grau de realismo, retratos individualizados e percepção psicológica.   Muito pouca arte secular do Segundo Império sobreviveu. Fragmentos de murais representando uma figura ricamente decorada foram descobertos durante escavações na sala do trono do palácio imperial em Tarnovo. As paredes da sala do trono provavelmente foram decoradas com imagens de imperadores e imperatrizes búlgaros. 
Os afrescos da Igreja de Boiana perto de Sófia, são um dos primeiros exemplos da pintura da Escola Artística de Tarnovo, datados de 1259; estão entre os monumentos mais completos e bem preservados da arte medieval da Europa Oriental. Os retratos dos ktitors da igreja, Kaloyan e Desislava, e do monarca governante Constantino Tico e sua esposa Irene vestidos com vestes cerimoniais, são especialmente realistas.  As Igrejas Rupestres de Ivanovo, no nordeste do país, contêm diversas igrejas e capelas que representam a evolução da arte búlgara nos séculos XIII e XIV. Em pinturas em igrejas do primeiro período, pintadas durante o reinado de Ivan Asen II (r. 1218–1241), figuras humanas são retratadas em estilo realista, com rostos ovais e lábios carnudos. As cores das roupas são brilhantes, enquanto os afrescos do século XIV são do estilo clássico do período Paleogeno.   Tanto a Igreja de Boiana como as Igrejas Rupestres de Ivanovo estão incluídas na Lista do Património Mundial da  UNESCO.  

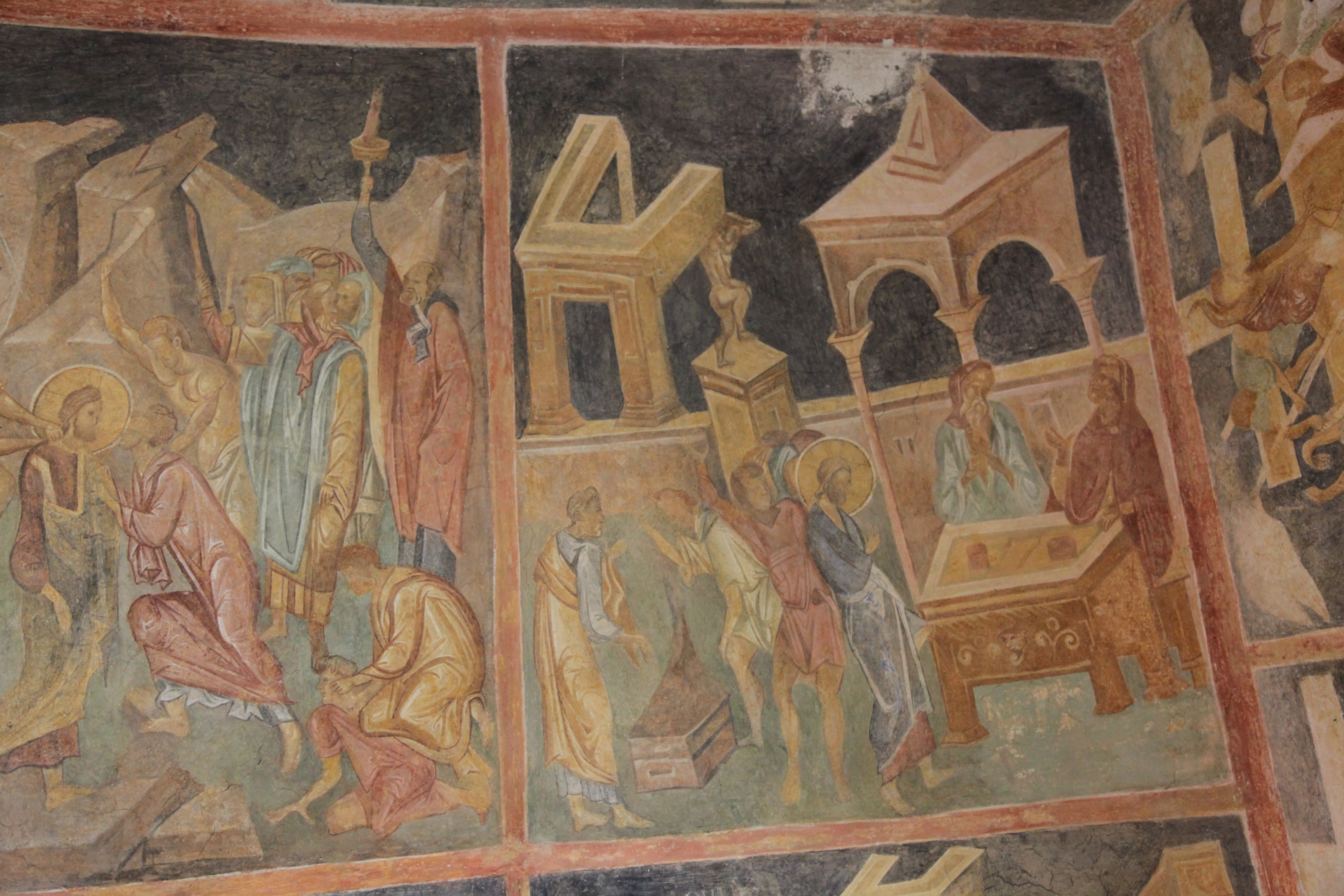
Afrescos nas Igrejas Rupestres de Ivanovo

Em Tarnovo, nenhum conjunto completo de pinturas sobreviveu. As trinta e cinco cenas preservadas na Igreja dos Santos Quarenta Mártires apresentam os tons suaves e o senso de realismo característicos da escola.  Fragmentos de afrescos foram escavados nas ruínas das dezessete igrejas na segunda colina fortificada de Tarnovo, Trapezitsa; entre eles estavam representações de figuras militares vestindo trajes ricamente decorados.  A capela do palácio foi decorada com mosaicos.  No oeste da Bulgária, as características locais da arte remanescente incluem arcaísmo na composição e tons sem sombras, exemplos dos quais são encontrados em locais como o Mosteiro de Zemen, a Igreja da Santa Mãe de Deus em Donja Kamenica e a Igreja de São Pedro em Berende. 
Muitos livros do Segundo Império Búlgaro continham miniaturas lindamente trabalhadas, sendo os exemplos mais notáveis a tradução búlgara da Crônica de Manassés, a Tetraevangelia de Ivan Alexandre e o Saltério Tomić, que juntos têm 554 miniaturas.  O estilo das miniaturas, que retratam uma variedade de eventos teológicos e seculares e têm um valor estético significativo, foi influenciado por obras bizantinas contemporâneas. 
A escola de Tarnovo continuou; enriqueceu as tradições e os designs de ícones do Primeiro Império Búlgaro. Alguns ícones notáveis incluem Santa Eleusa (1342) de Messembria, que atualmente é mantida na Catedral de Alexandre Nevsky em Sófia, e São João de Rila (século XIV), que é mantido no Mosteiro de Rila. Tal como os frescos da Igreja de Boyana, São João de Rila utiliza realismo e design não canônico.  Alguns dos ícones preservados apresentam revestimentos de prata com imagens de santos em esmalte. 

### Literatura

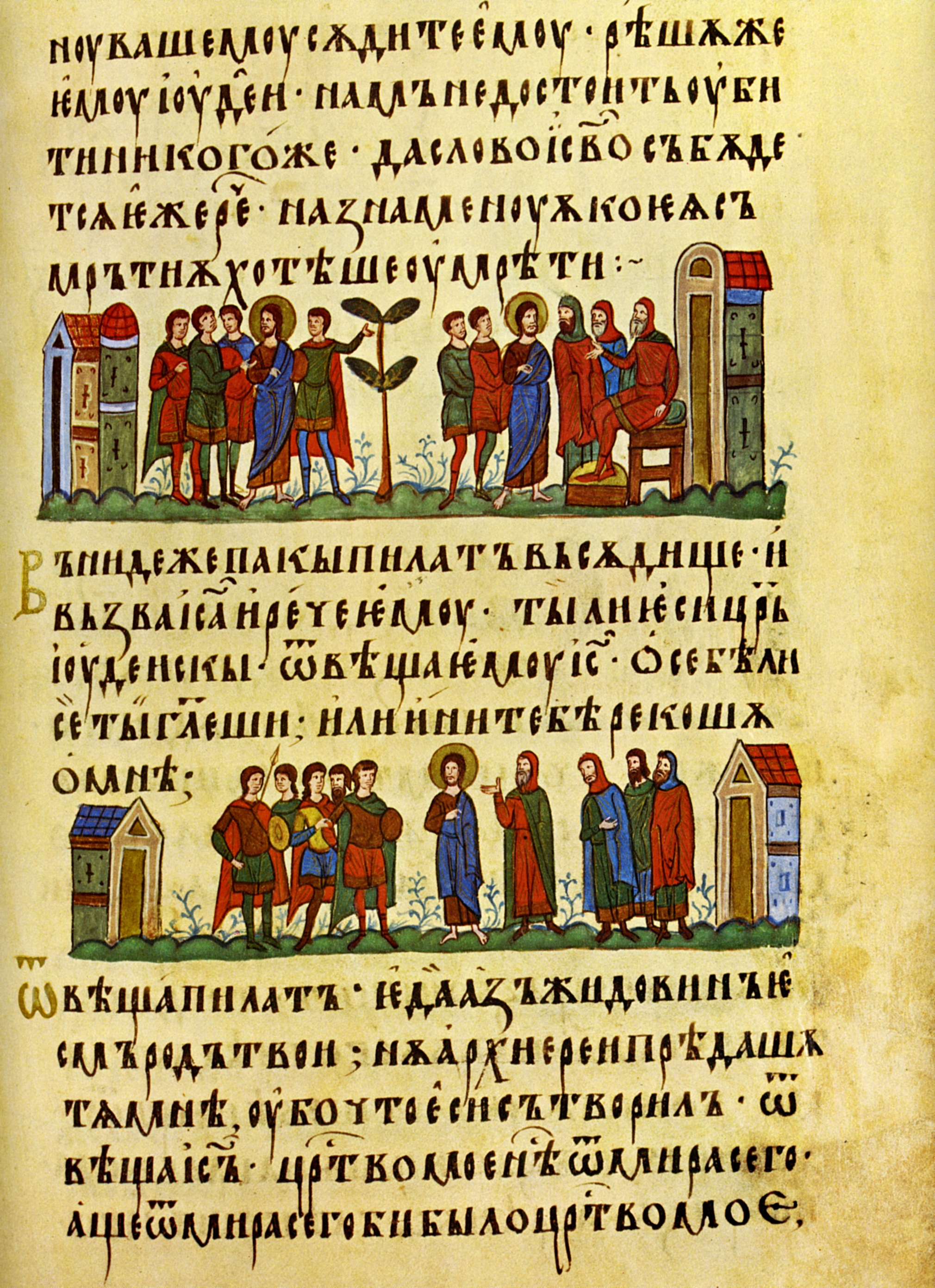
Uma página da Tetraevangelia de João Alexandre

Os principais centros de atividade literária eram igrejas e mosteiros, que forneciam educação primária em alfabetização básica em todo o país. Alguns mosteiros ganharam destaque por oferecer uma educação mais avançada, que incluía o estudo de gramática avançada; textos bíblicos, teológicos e antigos; e língua grega. A educação estava disponível para leigos; não era restrita ao clero. Aqueles que concluíram os estudos avançados foram chamados de gramatik (граматик).  Os livros eram inicialmente escritos em pergaminho, mas o papel, importado pelo porto de Varna, foi introduzido no início do século XIV. No início, o papel era mais caro que o pergaminho, mas no final do século seu custo caiu, resultando na produção de um maior número de livros. 
Poucos textos dos séculos XII e XIII sobreviveram.  Exemplos notáveis desse período incluem o "Livro de Boril", uma fonte importante para a história do Império Búlgaro, e o Dragan Menaion, que inclui a mais antiga hinologia búlgara conhecida e melodias de hinos, bem como liturgias para os santos búlgaros João de Rila, Cirilo e Metódio, e o imperador Pedro I.  Dois poemas, escritos por um poeta bizantino na corte de Tarnovo e dedicados ao casamento do imperador João Asen II e Irene Comnena Ducaina, sobreviveram. O poeta comparou o imperador ao sol e descreveu-o como "mais adorável que o dia, o mais agradável na aparência". 
Durante o século XIV, as atividades literárias no Segundo Império foram apoiadas pela corte, e em particular pelo imperador João Alexandre (r. 1331–1371), que combinado com uma série de estudiosos e clérigos prolíficos, levou a um notável renascimento literário conhecido como Escola Literária de Tarnovo.   A literatura também foi patrocinada por alguns nobres e cidadãos ricos.  A literatura incluía a tradução de textos gregos e a criação de composições originais, tanto religiosas quanto seculares. Os livros religiosos incluíam epístolas de louvor, passionais, hagiografias e hinos. A literatura secular incluía crônicas, poesia, romances e novelas, contos apócrifos, contos populares, como A História de Tróia e Alexandria, obras jurídicas e obras sobre medicina e ciências naturais. 

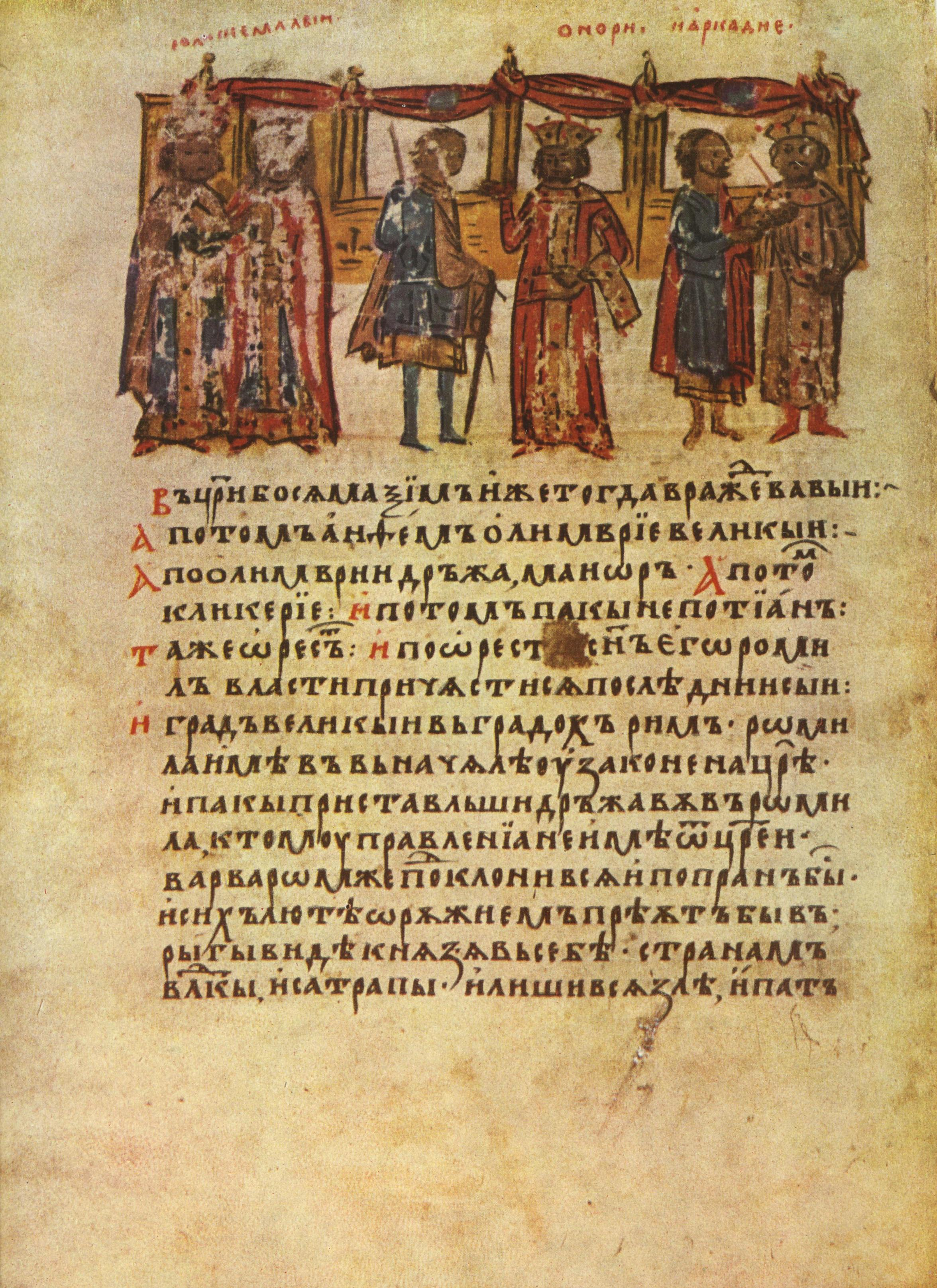
Uma página da tradução búlgara do século XIV da Crônica de Manassés

O primeiro estudioso búlgaro notável do século XIV foi Teodósio de Tarnovo (falecido em 1363), que foi influenciado pelo hesicasmo e espalhou ideias hesiaquísticas na Bulgária.  Seu discípulo mais proeminente foi Eutímio de Tarnovo (c. 1325 – c. 1403), que foi Patriarca da Bulgária entre 1375 e 1393 e fundador da Escola Literária de Tarnovo.  Escritor prolífico, Eutímio supervisionou uma grande reforma linguística que padronizou a ortografia e a gramática da língua búlgara. Até a reforma, os textos frequentemente apresentavam variações de ortografia e gramática. O modelo da reforma não foi a língua contemporânea, mas sim o da primeira idade de ouro da cultura búlgara, no final do século IX e início do século X, durante o Primeiro Império Búlgaro. 
A conquista otomana da Bulgária forçou muitos estudiosos e discípulos de Eutímio a emigrar, levando seus textos, ideias e talentos para outros países ortodoxos — Sérvia, Valáquia, Moldávia e os principados russos. Tantos textos foram levados para as terras russas que os estudiosos falam de uma segunda influência eslava do sul na Rússia.  O amigo próximo e associado de Eutímio, Cipriano, tornou-se Metropolita de Kiev e de toda a Rússia e adotou modelos e técnicas literárias búlgaras.  Gregory Tsamblak trabalhou na Sérvia e na Moldávia antes de assumir um cargo no Metropolita de Kiev. Ele escreveu uma série de sermões, liturgias e hagiografias, incluindo uma "Epístola de louvor a Eutímio".   Outro importante emigrante búlgaro foi Constantino de Kostenets, que trabalhou na Sérvia e cuja biografia do déspota Stefan Lazarević é descrita por George Ostrogorsky como "a obra histórica mais importante da antiga literatura sérvia". 
A literatura apócrifa prosperou nos séculos XIII e XIV, muitas vezes concentrando-se em questões que eram evitadas nas obras religiosas oficiais. Havia também muitos livros de adivinhação que previam eventos com base na astrologia e nos sonhos.  Alguns deles incluíam elementos políticos, como uma profecia de que um terremoto que ocorresse à noite confundiria as pessoas, que então tratariam o imperador com desdém.  As autoridades condenaram a literatura apócrifa e incluíram tais títulos num índice de livros proibidos.  No entanto, os apócrifos espalharam-se na Rússia; o nobre russo do século XVI, Andrey Kurbsky, chamou-lhes “fábulas búlgaras”. 

## Ver também

Cidades do litoral pôntico e bandeiras do Segundo Império Búlgaro (governante búlgaro Sismanes) em mapas vexilográficos do final dos séculos XIII a XVII